# بيروت
بَيْرُوت هي العاصمة السياسية للجمهورية اللبنانية وأكبر مدنها. يتعدى عدد سكانها المليوني نسمة بحسب أحد إحصائيات سنة 2007. تقع وسط الخط الساحلي اللبناني شرقي البحر الأبيض المتوسط. تتركَز فيها معظم المرافق الحيوية من صناعة وتجارة وخدمات. وهي مدينة قديمة وعريقة إذ ذكرت في رسائل تل العمارنة والمؤرخة إلى القرن الخامس عشر ما قبل الميلاد وهي مأهولة منذ ذلك الحين.
بيروت هي مركز الثقل السياسي اللبناني حيث مقر معظم الدوائر السياسية مثل البرلمان ورئاسة الحكومة بالإضافة لمراكز معظم الوزارات والدوائر الحكومية. تلعب الدور الرئيسي في الحركة الاقتصادية اللبنانية. وتعد المدينة إحدى أهم المؤثرات الثقافية في منطقة الشرق الأوسط والوطن العربي لغناها بالأنشطة الثقافية مثل الصحافة الحرة والمسارح ودور النشر ومعارض الفنون والمتاحف وعدد كبير من الجامعات الدولية.
مرت المدينة بالعديد من الكوارث من زلازل وحروب على مر التاريخ كان أهمها الحرب الأهلية اللبنانية المدمرة. وبعد انتهاء الحرب سنة 1990، أعادت الدولة في عهد حكومة رئيس وزراء لبنان آنذاك رفيق الحريري إعمار وتأهيل المدينة وبخاصة وسطها التجاري وواجهتها البحرية وملاهيها الليلية مما أعاد تألق سياحتها وجعلها مقصداً سياحياً جذاباً. قامت صحيفة النيويورك تايمز بمنح بيروت المركز الأول بين قائمة الأماكن التي ينبغي زيارتها في سنة 2009، كما صُنّفت ضمن المدن العشرة الأوائل الأكثر حيوية في عام 2009 بواسطة دليل لونلي بلانت السياحي. وفي عام 2020، مرّت بيروت بكارثة أُخرى حيث حصلَ انفجار ضخم في مرفأ المدينة مما خلف عشرات القتلى وآلاف الجرحى وتسبب بدمار كبير في عدد من أحيائها نتج عنه نزوح 300 ألف مواطن لبناني.
كشف مؤشر «ماستر كارد» لعام 2011، أن بيروت استأثرت بالمركز الثاني من حيث نسبة البذخ السياحي بين جميع مدن الشرق الأوسط وأفريقيا. أما المركز الأول فاحتلته دبي، التي بلغ مقدار ما صرفه فيها السوّاح حوالي 7.8 مليار دولار، تليها بيروت مباشرة بحوالي 6.5 مليارات دولار، ثم تل أبيب بحوالي 3.8 مليارات، ثم القاهرة (3.7 مليارات دولار)، فجوهانسبرغ (3.3 مليارات دولار). كذلك وُضعت بيروت في المرتبة التاسعة بين قائمة أكثر المدن زيارةً في العالم.

## التسمية
أقدم ذكر عبر الوثائق التاريخية لاسم بيروت ورد بلفظ «بيروتا» في ألواح تل العمارنة التي وجدت في مصر، والتي تحوي مراسلات تمت بين ملوك جبيل والفرعون امينوفيس الرابع المعروف بأخناتون (مطلع القرن الرابع عشر ق.م.) ورد فيها اسم «بيروتا» وملكها «عمونيرا». سماها الفنيقيون «بيريت» ँ‌ऀ‌ओ‌क وهي كلمة فينيقية تعني الآبار. وقيل أنها كانت تدعى
«بيريتيس» أو «بيروتوس» أو «بيرُووَه» نسبة للإلهة «بيروت»، أعز آلهة لبنان وصاحبة أدونيس إله جبيل. وعُرفت المدينة باسم «بيريتوس» (باليونانية القديمة:βηρυτός) في الأدبيات الإغريقية. واعتمد هذا الاسم في دوريات الآثار المنشورة في الجامعة الأميركية في بيروت منذ 1934.
وذكر أن «بيروت» بالمعنى السامي تعني «الصنوبر» لغابات الصنوبر، بسبب وقوعها بالقرب من غابة صنوبر كبيرة هي اليوم ما يُعرف بحرش أو حرج بيروت. ومن الأسماء الأخرى التي دعيت بها منطقة بيروت هو: «لاذقية كنعان»، «مستوطنة جوليا أغسطس بيريتوس السعيدة»، «دربي»، «رديدون»، «باروت». ولقبت المدينة عبر العصور بالعديد من الألقاب منها: سماها الفينيقيون «بالمدينة الإلهة» و«بيروت الأبيّة والمجيدة» لعنادها في مقارعة مدينة «صيدون» و«زهرة الشرق»، وأطلق عليها الرومان «أم الشرائع» بسبب بناء أكبر معهد للقانون بالإمبراطورية فيها. ونعتها العثمانيون «بالدرة الغالية». في العصر الحديث خلدها نزار قباني بلقب «ست الدنيا». وعرفت أيضا باسم «باريس الشرق» خلال فترة الستينات وأوائل السبعينات من القرن العشرين، أي خلال عهد الازدهار الاقتصادي في لبنان.

## تاريخ بيروت
يعود تاريخ بيروت إلى أكثر من 5000 عام. تدل أعمال الحفريات الأثرية في وسط بيروت على تنوع الحضارات التي مرت على المدينة، فقد عُثر على طبقات متعددة من الآثار الفينيقية والهيلينية والرومانية والعربية والعثمانية التي تبعد عن بعضها بمسافة ضئيلة.

### عصور ما قبل التاريخ

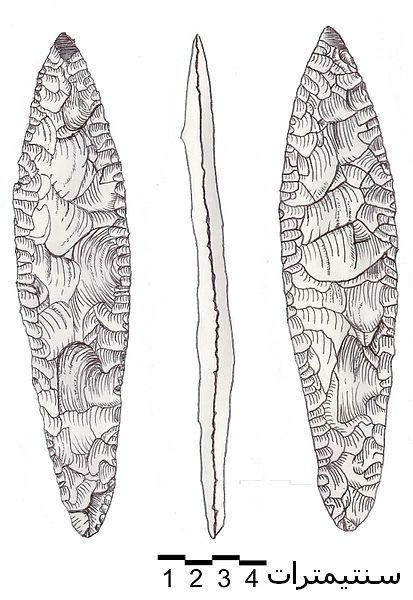
أدوات تقطيع كنعانية مطليّة على أقصى طرفها. يُعتقد بأنها تُشكل جزءًا من مقلاع. صُنعت هذه الأدوات من الصوّان الرمادي النقي، ويُلاحظ أن أجزاءً من جانبيها قد تساقطت بفعل الضغط المستمر عليها. يُحتمل أنها كانت ذات مقبض في عهدها بما أن قاعدها ضيقة بعض الشيء. عُثر عليها في حرم المدرسة الإنجيلية للبنات في منطقة البطركيّة ببيروت.

اكتشف الباحثون وعلماء الآثار عدّة مواقع أثرية تقع ضمن حدود المناطق التي تُشكّل مدينة بيروت المعاصرة، وكان معظم هذه المواقع يحتوي على أدوات صوّانية تعود لعهود متعاقبة تبدأ من العصرين الحجريين: القديم الوسيط والقديم العلوي، مرورًا بالعصر الحجري الحديث ووصولاً إلى العصر البرونزي. أما أبرز هذه المواقع فهي:
- موقع ميناء الحصن: وصفه الباحثون بأنه «قرية بيروتيّة»، ويُرجّح أن موقع الأصلي كان على شاطئ البحر بالقرب من فندقيّ الشرق وبسول، في الجادّة الفرنسية المعروفة محليًا باسم «شارع الفرنساوية».[25][26] اكتُشف الموقع في سنة 1894، ودُرس لأول مرة على يد أحد الآباء اليسوعيين في سنة 1900.[27] وُصفت الأدوات الصوانية التي عُثر عليها في الموقع بأنها موستيرية، وقد احتفظ بها متحف الفنون الجميلة في ليون.[28]
- موقع أم الخطيب: يقع شمال منطقة الطريق الجديدة الحالية، وعُثر فيه على أدوات صوّانية ترجع للعصر النحاسي. تدمّر هذا الموقع بعد أن شُيدت عليه مبان في سنة 1948.[28]
- موقع فرن الشبّاك: يقع على الضفة اليسرى من نهر بيروت، حيث تنتهي حدود المدينة.[27] كانت المنطقة مغطاة سابقًا بالرمال الحمراء التي شكّلت مصاطبًا للنهر ترجع للعصر الرباعي. عثرت مجموعة من الآباء اليسوعيين على هذا الموقع، واكتشفوا فيه عدد كبير من الأدوات الصوّانية التي تعود للعصر الحجري القديم الوسيط، وقد كان معظمها مغروسًا في الرمال على ضفة النهر.[29] شملت المكتشفات حوالي 50 أداة قطع تعود للفترة الأشولينية، يحتفظ بها اليوم المتحف اللبناني للآثار القبتاريخية.[30]
- موقع نهر بيروت: قيل بأنه وقع في بستان لأشجار التوت على الضفة اليسرى للنهر بالقرب من خط سكة الحديد المتوجهة إلى طرابلس. اكتشف في هذا الموقع عدّة بقايا لرماح وحجارة صوّانية مسننة وعظام مدفونة وسط الطمي.[31] وقد شُيّدت عليه مبان في الوقت الحالي.[32]

كما عُثر في مواقع أخرى، أهمها موقعا البطركيّة والبرج، على بقايا فؤوس قديمة، وعلى قبور تعود لأواسط العصر البرونزي، في المنطقة الأخيرة، مما دفع الباحثين للقول أن «تل» بيروت القديم، أو المستعمرة البشرية الرئيسيّة، كانت تقوم في ذاك المكان.

### العصور القديمة

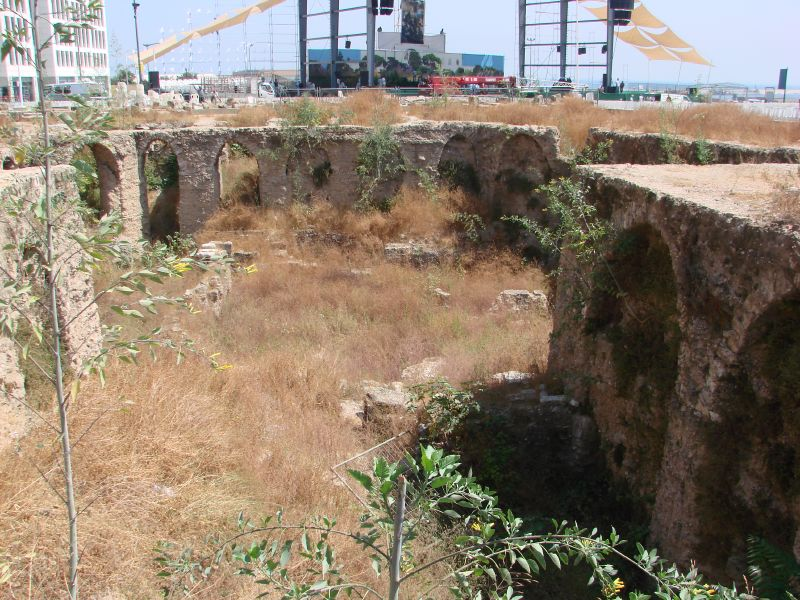
بقايا منشآت فينيقية-رومانية في وسط بيروت، ساحة الشهداء.

بُنيت بيروت من قبل أهل جبيل (بيبلوس) قبل أربعة آلاف سنة، وما لبثت أن كبرت وعمرت بالسكان وأصبحت مملكة مستقلة على الساحل الذي كان يُعرف باسم فينيقيا وعبد أهلها إلها خاصاً بها اسمه «بعل بيريت» أي إله أو سيّد بيروت، وضربت باسمها عملة نقديّة تحمل رسماً يمثل هذا الإله. وأول إشارة لمدينة بيروت تعود للقرن الخامس عشر قبل الميلاد حيث ذكرت في رسائل تل العمارنة المسمارية التي ذكرت عن «عمونيرا» ملك «بيريت». الذي أرسل ثلاث رسائل إلى الفرعون المصري. كما ذكرت «بيريت» في رسائل «رب حدا» ملك جبيل. وأنشئت أول مستوطناتها على جزيرة وسط نهرها التي طُمرت عبر الأزمان.
خضعت بيروت لحكم المصريين بعد أن قام الفرعون تحتموس الثالث باحتلال الساحل الشرقي للبحر المتوسط أثناء طرده للهكسوس من مصر، وبعد المصريين قام كل من الآشوريين والكلدانيين والفرس بالسيطرة على فينيقيا ومنها بيروت، قبل أن يهزم الإسكندر الأكبر الفرس ويضم المدينة لإمبراطوريته. وفي سنة 140ق.م احتلها ودمرها «ديودوتوس تريفون»، الملك الهيليني، خلال صراعه مع «أنيوخس السابع» للسيطرة على عرش الدولة السلوقية. ومن ثم أعيد بناؤها على الطراز الهيليني وسميت «لاوديسيا الفينيقية» (باليونانية: Λαοδικεια ή του Φοινίκη) وفي بعض الأحيان «لاوديسيا الكنعانية». تقع المدينة اليوم على أنقاض تلك التي بناها اليونان، كما أظهرت الحفريات التي أعيد العمل بها بعد انتهاء الحرب الأهلية سنة 1991. وتشير إحدى الحفريات من سنة 1994 إلى أن شارع «سوق الطويلة» الحديث هو تطور لشارع هيليني أو روماني قديم.

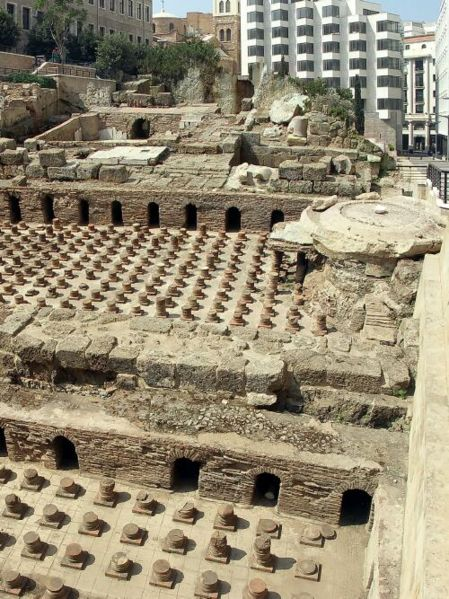
آثار حمامات بيروت الرومانية، وسط المدينة.

واحتل بيروت الجنرال الروماني ماركوس أغريبا في عام 64 ق.م. وسماها «مستوطنة جوليا أغسطس بيريتوس السعيدة» (باللاتينية: Colonia Iulia Augusta Felix Berytus) تيمنا بجوليا بنت الإمبراطور أغسطس ونظرا لأهمية المدينة تمركز فيها الفيلقان الرومانيان: المقدوني الخامس، والغالي الثالث مما حولها إلى جزء من الإمبراطورية الرومانية وبالتالي تمّ تعميرها وفقا للنمط المعماري الروماني، فبُنيت فيها الأبنية، من هياكل ومسارح وحمامات، ومؤسسات حكوميّة فخمة.
عرفت المدينة أزهى أيامها خلال عهد هيرودوس فأصبحت مدينة رومانية كاملة الحقوق في سنة 14 ق.م، ومنحت لقب المستمعرة الممتازة. اشتهرت بيروت تحت الحكم الروماني بمدرسة القانون والتي استمرت بتدريس الحقوق لأكثر من 300 عام، وكانت في ذلك العهد مرجعاً لطلاب العلم من الوطنيين والأجانب. وهي المدرسة التي أكسبت المدينة في ذلك الحين للقب «أم الشرائع ومرضعة العلوم». من أشهر مدرسيها الحقوقيين الفينيقيين «بابينيانوس» و«أولبيانوس»، الذين اشتهرا خلال حكم الأباطرة السيفريين، والذي كان عملهما أساس قانون جستنيان الأول المعروف «بالبندكتس». دُمرت المدرسة نتيجةً لموجة الزلازل التي ضربت بيروت في سنة551 للميلاد، فنقل طلابها إلى مدينة صيدون. وقتل الزلزال 30,000 بيروتي و250,000 من سكان الساحل الفينيقي، الأمر الذي أفقد بيروت أهميتها خلال السنين المتبقية لها تحت حكم الروم البيزنطينين.

### العصور الوسطى

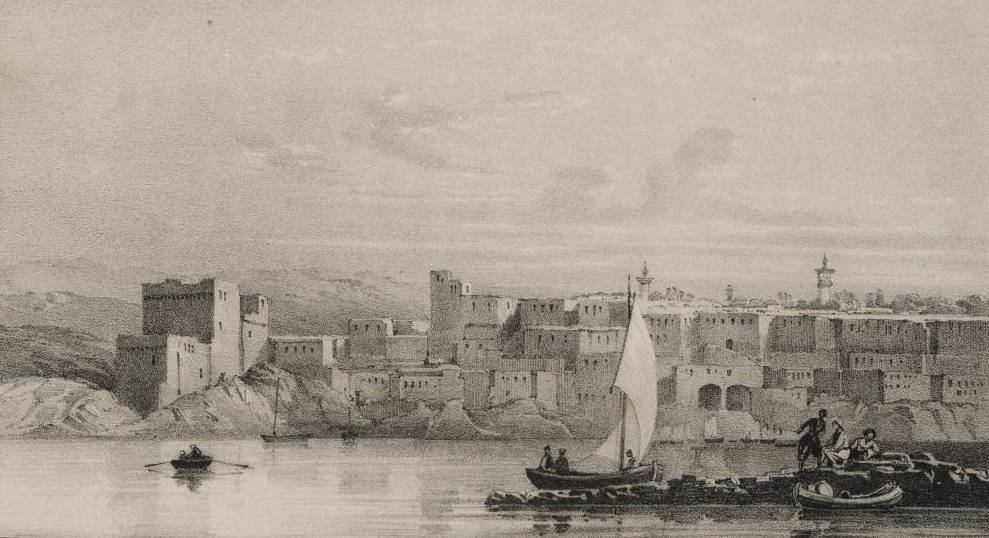
بيروت سنة 1841م

بعد حوالي مائة سنة من دمار المدينة، أي خلال سنة 635م، فتحها العرب بقيادة معاوية بن أبي سفيان في زمن خلافة عمر بن الخطاب ثاني الخلفاء الراشدين الذي أمر بترميمها وتحصينها بالقلاع لحمايتها من هجمات الروم الذين حاولوا عبثاً استعادتها عدة مرات. وفي تلك الفترة لم تحظ بيروت بشهرة كبيرة وأهمية تذكر مثل تلك التي حظيت بها مدينة عكا كمركز تجاري في شرقي البحر المتوسط.
عندما ارتقى معاوية بن أبي سفيان سدة الخلافة الإسلاميّة جلب إلى بيروت قوماً من الفرس وأسكنهم فيها مثلما فعل بغيرها من مدن الساحل الشامي وبعلبك. كانت المدينة خلال عهد الخلفاء الراشدين والأمويين ثم العباسيين، تابعة لدمشق، واتخذها المسلمون في العهود المذكورة رباطاً، أي قاعدة عسكريّة، ومنها انطلقت الجيوش العربيّة التي حملها معاوية على الأسطول الذي فتح به جزيرة قبرص أيام عثمان بن عفان. وفي أيام أبي جعفر المنصور، ثاني الخلفاء العباسيين، ظهر فيها عدد من العلماء البارزين أهمهم عبد الرحمن الأَوزاعي، المعروف باسم «الإمام الأوزاعي» المتوفى سنة 773، وقبره ما يزال موجوداً بالقرب منها عند الجهة الجنوبيّة على ساحل البحر، في منطقة أصبحت تحمل اسمه، وهذا القبر كان وما يزال مقصداً للناس الذين يزورونه ويتبركون به. استعاد ملك البيزنطيين «يوحنا زيميسياس» بيروت عام 974 ولبث فيها نحو سنة، ثم أخرجته منها القوات المصريّة التي أرسبها جوهر الصقلي في أيام العبيديين حكّام مصر في ذلك الحين، وفي زمنهم كانت هذه المدينة تابعة لدمشق المرتبطة رأساً بالقاهرة حاضرة الخلافة العبيديّة يومذاك.

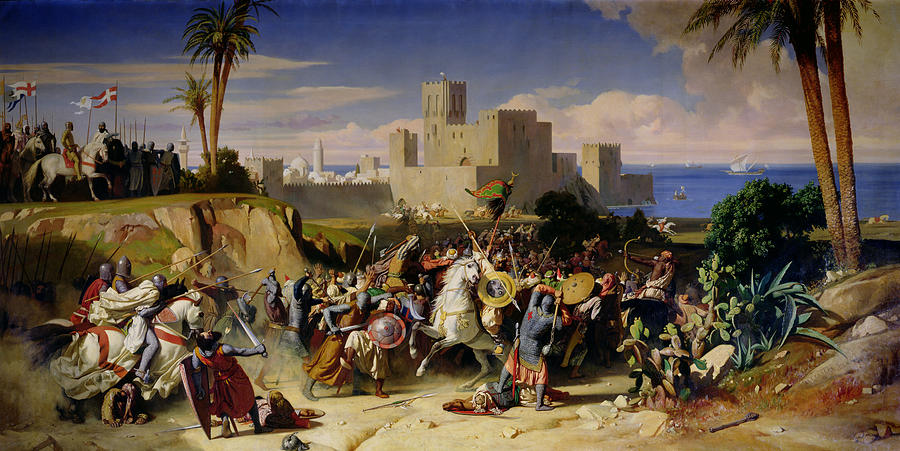
رسم من سنة 1842 يُظهر إعادة احتلال بيروت من قبل الصليبيين سنة 1197.

هاجمت جيوش الصليبيين بيروت سنة 1102، بالرغم من أنها لم تكن مهمة في ذلك الوقت، لكنها امتنعت عليهم وصدتهم، فلما كانت سنة 1110 أعادت هذه الجيوش الكرّة عليها بقيادة «بغدوين الأول» وتمكنت من احتلالها. وبقي الصليبيون في المدينة حتى سنة 1291، وكانت في تلك الفترة تابعة لمملكة بيت المقدس وقد اعتمد ازدهارها في ذلك الوقت على حركة تبادلها التجاري مع أوروبا في البهارات. ومن أشهر القواد الصليبيين الذين حكموا بيروت، «يوحنا الأول سيد إبلين»، الملقب «بسيد بيروت العجوز» (1179–1236) الذي قام بترميم المدينة بعد المعارك المتعددة مع صلاح الدين الأيوبي، كما بنى قصر آل إبلين فيها. استعاد صلاح الدين الأيوبي بيروت في سنة 1187، لكنها عادت إلى الصليبيين بعد حوالي عشرة أعوام، وبعد أن زالت الدولة الأيوبية وحلت مكانها دولة المماليك أرسل الملك الأشرف خليل ابن الملك قلاوون الصالحي جيشاً كبيراً إلى المدينة فاستعادها وجعلها تابعة لنيابة طرابلس الشام التي كانت مرتبطة رأساً بالقاهرة مقر السلطة المملوكيّة آنذاك.

### العصور الحديثة
في سنة 1516 تغلب السلطان سليم الأول العُثماني على قنصوه الغوري سلطان المماليك وقضى عليه في معركة مرج دابق شمالي حلب، وتابع زحفه حتى احتل جميع بلاد الشام، ومن ذلك الحين دخلت بيروت في حوزة الدولة العثمانية وكان أول حاكم عُثماني فيها محمد بن قرقماز (قرقماز أوغلو) وهو جركسي. حُكمت المدينة من قبل الأمراء الدروز،  تارة من بني عسّاف وتارة من بني سيفا، ابتداءً من القرن السادس عشر، وفي تلك الفترة كانت بيروت مجرد قرية عادية، بعد أن قل فيها التجار وضعفت الأعمال الصناعية، والمهن البحرية، كالصيد وصناعة السفن وترميمها وتزويدها بالمؤن، وذلك إما لانتشار القراصنة في البحر المتوسط في ذلك الوقت، أو لانصراف الكثير من القوافل البحرية إلى الدوران حول إفريقيا عن طريق رأس الرجاء الصالح الذي اكتشف سنة 1498، فتحولت بذلك طريق التجارة مع الهند إليه بدلا من المرافئ اللبنانية. وفي السنوات العشر الأخيرة من القرن السادس عشر للميلاد، تغلب الأمير فخر الدين بن معن على الأمير يوسف بن سيفا الذي كان حاكماً على مدينة طرابلس وبلاد كسروان ومدينة بيروت وانتزع منه المقاطعة الكسروانيّة وبيروت وطرد من هذه المدينة الآغا الذي كان متسلماً عليها من طرف ابن سيفا. وقام فخر الدين خلال القرن السابع عشر بالاعتناء بعمران المدينة بشكل كبير، فازدهرت وانفتحت على أوروبا في أيامه، ومن المعالم التي أنشأها: البرج الذي عُرف فيما بعد باسم برج الكشاف، لأنه أستُعمل مرقباً لاستكشاف المراكب المعادية التي تحاول الإغارة على البلد، وإليه تنسب ساحة البرج الواقعة في الجهة الشرقية منه، والتي أصبحت تعرف اليوم بساحة الشهداء أو ساحة الحرية، وكذلك أنشأ الأمير قصراً له في بيروت بالاستعانة بخبرات بعض المهندسين الإيطاليين، وحديقة للحيوانات، وقام بزيادة عدد أشجار الصنوبر في حرج بيروت وتنسيق تلك الموجودة. وبعد زوال الإمارة المعنية عادت بيروت لتتبع ولاية طرابلس من جديد.

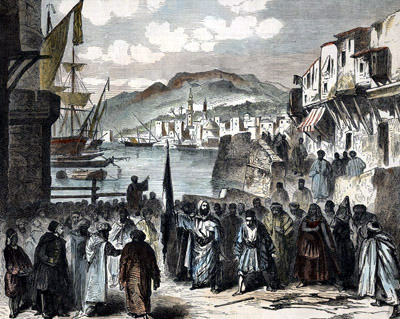
بيروت في سنة 1860، يبدو الأمير عبد القادر الجزائري في وسط الصورة، والذي كان قد قدم للمساعدة على إنهاء النزاع بين الدروز والمسيحيين.

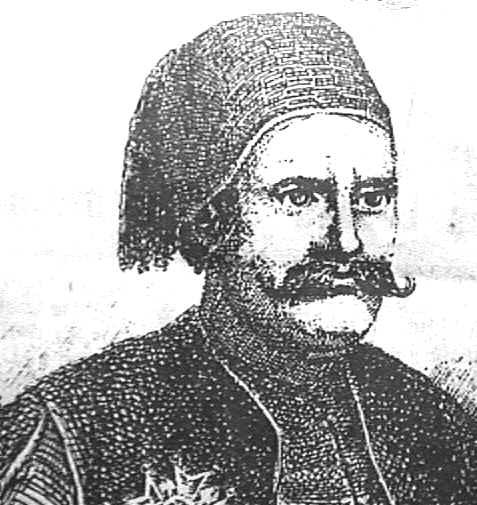
سليمان باشا الفرنساوي، حاكم بيروت من سنة 1831 حتى 1840.

في السنوات الأخيرة من القرن الثامن عشر شهدت بيروت صراعاً شديداً بين حاكمها الشهابي الأمير يوسف وبين أحد أتباعه أحمد باشا الجزار، عندما كان كل منهما يحاول الاستئثار بها وتعرضت خلال هذا الصراع لاحتلالها من قبل أميرال البحر «سبنسكوف» الروسي، الذي كان يقوم بأعمال القرصنة في المياه العثمانيّة لحساب إمبراطورة روسيا كاترين الثانية، فلقد نصّب هذا القرصان مدافع في سهلات البرج ليتمكن من ضرب سور المدينة من قرب، ولهذا السبب أطلق الإفرنج على هذه السهلات اسم «ساحة المدفع»، ولكن احتلال الروس انتهى بعد شهور قليلة بعد أن دفعت لهم المدينة غرامة قدرها 25 ألف ريال بعملة ذلك الزمان. فعاد إليها الجزار وقبض على سيده السابق الأمير يوسف الشهابي بمعاونة ابن أخ الأخير، الأمير بشير الثاني الشهابي المشهور بالمالطي، وأعدمه سنة 1790 في مدينة عكا. في أيام الجزار مُنع الشهابيون من الإقامة في بيروت، وهُدمت بيوتهم التي كانت فيها، كما مُنع أهل جبل لبنان من السكن في هذه المدينة التي ألحقها الوالي المذكور بمدينة عكا التي اتخذها مركزاً له باسم ولاية عكا. والجزار هو الذي بنى السور الذي كان يحيط بيروت من كافة أطرافها ومنع الناس من السكن خارجه، فسجل انخفاض في عدد سكان المدينة إلى 8,000 نسمة في تلك الفترة، وبقي هذا المنع سارياً حتى سنة 1832، ففي هذه السنة اقتحمها إبراهيم باشا بن محمد علي باشا وهدم السور وأباح بناء المساكن خارجه، فعاد لبيروت دورها المهم مرة أخرى.
بقيت بيروت تحت الحكم المصري من سنة 1832 حتى 1841 وهي المدة التي بقيت فيها بلاد الشام في حوزة إبراهيم باشا. وفي هذه الفترة عرفت هذه المدينة تطوراً أساسيًا شمل سائر مرافقها العُمرانيّة والإداريّة، ونما عدد سكانها يومئذٍ من 8 آلاف نسمة إلى 15 ألفاً، وذلك بسبب امتداد رقعتها إلى خارج السور الذي أمر إبراهيم باشا بهدمه وسمح للناس ببناء مساكنهم في الضواحي التي أصبحت فيما بعد جزءاً من المدينة نفسها، كما ازدهرت أحوالها التجاريّة بسبب اختيارها مركزاً للحجر الصحي، الأمر الذي أجبر جميع القادمين إلى الشام على الخضوع له للتأكد من سلامتهم الصحيّة وخلوهم من الأمراض المعديّة. وخلال عهد المصريين كان حاكم بيروت هو القائد في الجيش المصري سليمان باشا الفرنساوي. في سنة 1841 تمكنت الدولة العُثمانيّة من استعادة سيطرتها على بلاد الشام، فقاموا بنقل كرسي الولاية إليها وعيّنوا عليها والياً من قبلهم اسمه سليم باشا. وفي عهد هذا الوالي بدأت بيروت بالازدهار فازدادت عماراً وسكاناً، وانتقلت إليها تجارة الإفرنج، وعظم شأنها، وكثر مجيء المراكب الأوروبيّة إليها. وخلال أحداث 1860 بين الدروز والمسيحيين، لجأ الكثير من الموارنة النصارى إلى بيروت هربا من المذابح في جبل لبنان ودمشق.

منظر عام لبيروت خلال الثلث الأخير من القرن التاسع عشر.

خلال منتصف القرن التاسع عشر ازداد سكان بيروت وتوسعت المدينة لتتخطى أسوارها. وفي خضم هذا التوسع قامت الإرساليات الغربية ومفكرو العالم العربي بتكوين المدينة. وأصبحت مركز الثقافة والفكر العربي ومركز تنوع عالمي بوجود الأوروبيين والأميركيين. فشركة المياه كانت بريطانية وشركة إمداد الغاز كانت فرنسية فيما أنشأ الأميركيون المدارس والجامعات ومن أشهرها الجامعة الأميركية في بيروت. واشتهرت فيها صناعات وتجارة الحرير. كما أنشأ الفرنسيون مرفأ بحريا عصريا في سنة 1894 ومدوا سكك الحديد بين بيروت ودمشق وحلب في سنة 1907. وكانت السفن الفرنسية تنقل البضائع بين بيروت ومارسيليا وسرعان ما أصبح للفرنسيين تأثير أكبر من أي دولة غربية أخرى، وفي تلك الفترة أخذ السكان يقتدون بالأوروبين في بعض نواحي عيشهم وفي ملبسهم. ونشرت موسوعة بريتانيكا أن توزيع سكان بيروت في سنة 1911 كان كالتالي: مسلمون (36,000 نسمة)، مسيحيون (77,000 نسمة)، يهود (2,500 نسمة)، دروز (400 نسمة)، أجانب (4,100 نسمة).

### المرحلة المعاصرة

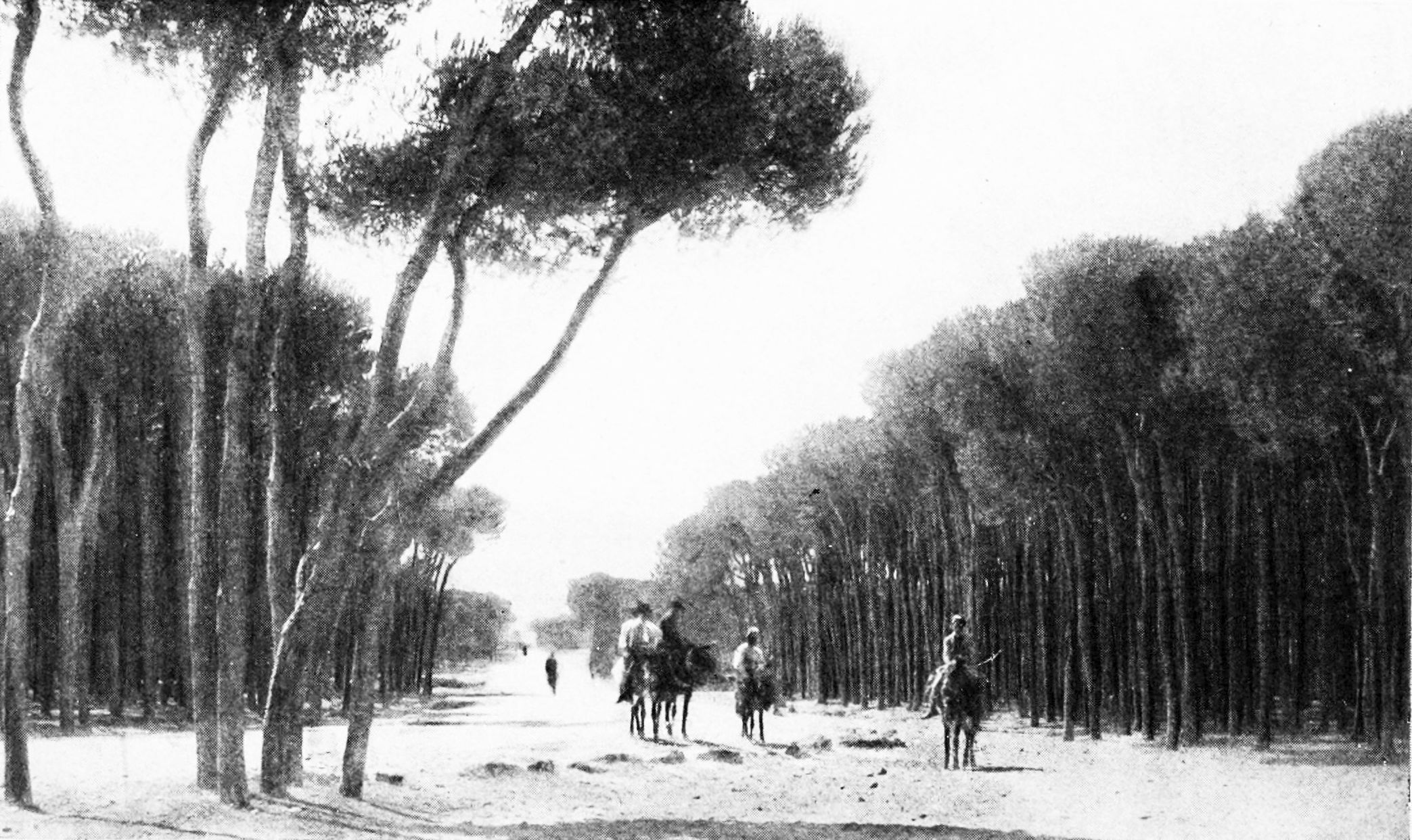
صورة لحرج بيروت سنة 1914.

خلال الحرب العالمية الأولى عصفت المجاعة والأمراض بجبل لبنان نتيجة لبعض التدابير العثمانية الضارة، وبسبب مجريات الحرب، وكنتيجة لهذا لجأ الكثير من أبناء الجبل إلى بيروت للحصول على لقمة عيشهم، وفي تلك الفترة قام بعض الوجهاء البيروتيين بتأسيس بعض الجمعيات التي أخذت على عاتقها تقديم المساعدات والإغاثات للجبليين مما خفف من وطأة الحرب عليهم. وبتاريخ 8 أكتوبر 1918 سقطت المدينة من العثمانيين ووقعت بأيدي قوات الحلفاء بقيادة الجنرال إدموند ألنبي. وأعلنت عصبة الأمم بيروت خاضعة للانتداب الفرنسي مع بقية مناطق جبل لبنان، البقاع وسوريا الكبرى. ثم أعلنها الفرنسيون في 1920 عاصمة لدولة لبنان الكبير، والتي أصبحت الجمهورية اللبنانية في سنة 1926 ولكن لم تنل استقلالها إلا في سنة 1943. وازدهرت بيروت خلال فترة الاستقلال وأصبحت نقطة استقطاب ثقافي واقتصادي لكل محيطها. فأصبحت بمثابة البلد الثاني أو المصيف للعديد من مواطني العالم العربي. وشهدت بيروت اضطرابات لفترة بسيطة سنة 1958 زمن الرئيس كميل شمعون بسبب الصراع حول حلف بغداد، وخلال فترة الستينات من القرن العشرين أصبحت المدينة تعرف باسم «باريس الشرق». وبعد حرب 1967 مع إسرائيل، أصبحت بيروت مركزاً أساسياً للفدائيين الفلسطينيين الذين حاربوا الأخيرة.

#### سنوات الحرب الأهلية

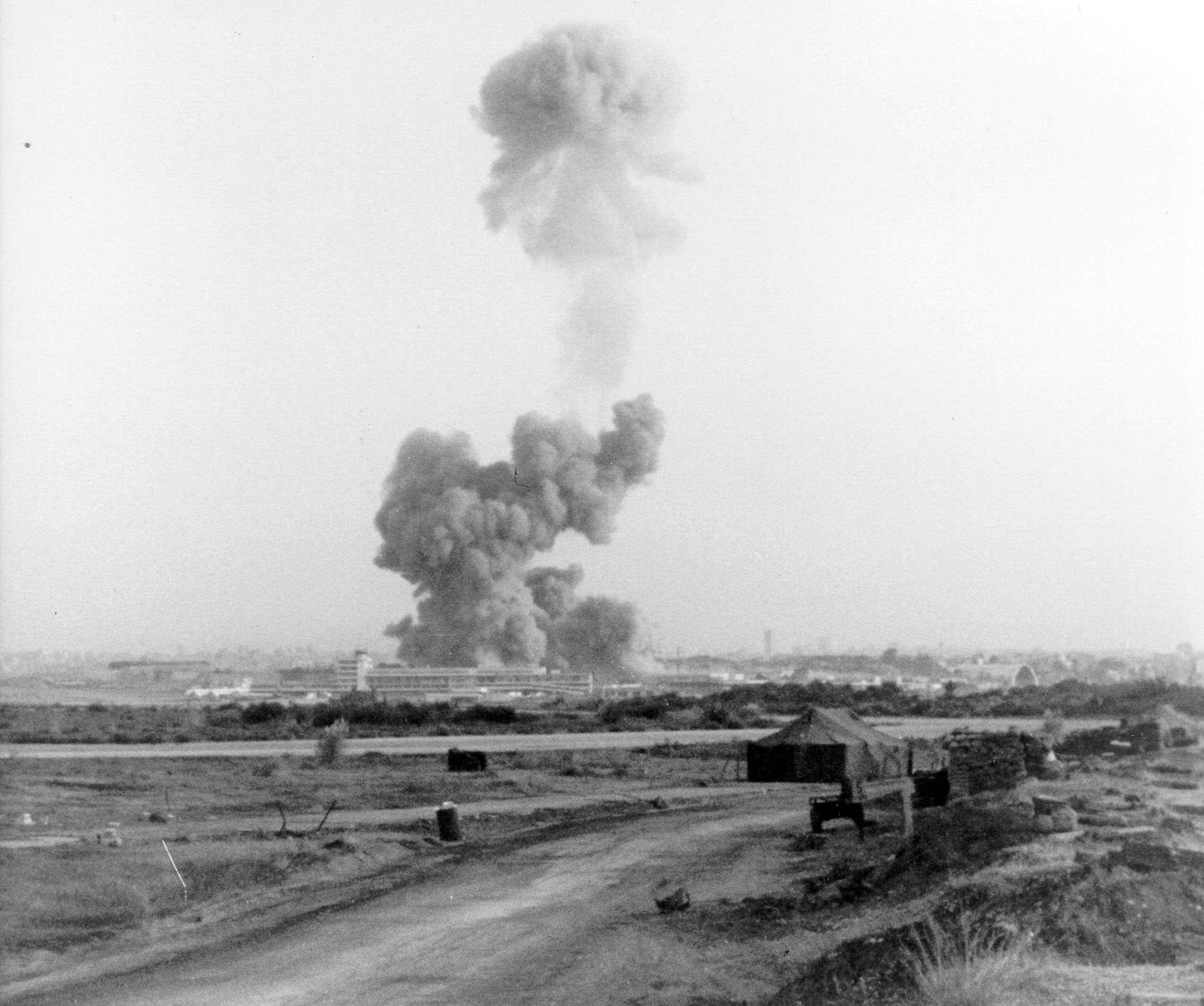
دخان يتصاعد من ركام الثكنات العسكرية التي تم تفجيرها سنة 1983.

الخراب في ساحة الشهداء عام 1982، عندما أصبحت منطقة تماس بين القوى المتنازعة اللبنانية.

وفي العام 1975 اندلعت الحرب الأهلية اللبنانية وقسمت المدينة إلى شطرين: شرقي مسيحي، وغربي مسلم، وعم المدينة الخراب والفوضى. وقام الجيش الإسرائيلي في سنة 1978 باجتياح لبنان واحتلال أراضيه من الجنوب حتى نهر الليطاني في عملية أعطاها الجيش الإسرائيلي اسم هذا النهر ثم توسع الاحتلال في لبنان بعد العدوان الإسرائيلي الثاني في سنة 1982 ليصل مشارف العاصمة ويحاصرها. وفي سنة 1983 تمّ تفجير الثكنات العسكرية الفرنسية والأميركية في المدينة. وفي سنة 1990 استقر الوضع في لبنان وتوحدت بيروت وعادت إليها حركة العمران بسرعة لتعود مركزا تجارياً وثقافياً مهماً للمنطقة العربية من جديد بجهود جبارة من رئيس الوزراء اللبناني الأسبق رفيق الحريري.
بعد اتفاق الطائف وانتهاء الحرب اللبنانية ومع تولي الرئيس رفيق الحريري الحكومة بدأ إعمار بيروت وإعادتها مجدداً إلى الساحة الدولية، فبدأ بإعمار وسط بيروت التي قامت شركة سوليدير ببنائه، وغدت بيروت مجدداً باريس الشرق حتى سنة 2005.

#### اغتيال رفيق الحريري - الآن

رسوم وشعارات على إحدى جدران المباني الناشئة في ساحة الشهداء رسمها المتظاهرون عقب اغتيال الحريري.

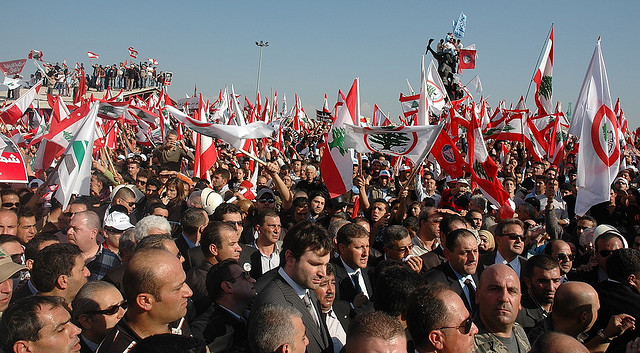
جانب من المظاهرات المنددة بالسلطة اللبنانية والنظام السوري في ساحة الشهداء، عقب اغتيال النائب بيار أمين الجميل.

اغتيل رفيق الحريري بتاريخ 14 فبراير سنة 2005، بانفجار عبوة ناسفة كانت مزروعة على طريق خليج السان جورج حيث كان موكبه يعبر، وأسفر الانفجار عن أضرار جسيمة لحقت بالمباني المجاورة، وعن مقتل عدد من رفاق الحريري وعدد من المارّة. وفور ذيوع خبر وفاة الحريري سارت مظاهرات في عدد من شوارع بيروت أطلق فيها المتظاهرون شعارات ضد رئيس الجمهورية إميل لحود ورئيس الحكومة عمر كرامي والنظام السوري ممثلاً بالرئيس بشار الأسد، وعقد أطراف المعارضة اللبنانية اجتماعًا في دارة الحريري خلص إلى تحميل السلطة اللبنانية والسلطة السورية «بصفتها سلطة الوصاية» المسؤولية عن الجريمة. ودعا المجتمعون إلى رحيل السلطة القائمة وانسحاب القوات السورية بالكامل قبل الانتخابات، وأعلنوا عن إضراب شامل لثلاثة أيام. شكّل اغتيال رفيق الحريري بداية لسلسلة من الاغتيالات التي طالت سياسيين لبنانيين يعارضون الوجود السوري في البلاد، وقد اعتصمت القوى السياسية المعارضة في وسط بيروت التجاري طيلة شهران، أغلقت خلالها الكثير من المصالح، إلى أن انصاع رئيس الحكومة عمر كرامي، وتنحى عن منصبه، ثم تلا ذلك انسحبًا للجيش السوري من لبنان بتاريخ 26 أبريل تحت ضغط مظاهرات مناصري ما عرف لاحقًا بتحالف 14 آذار وقرار الأمم المتحدة رقم 1559. بعد انسحاب الجيش السوري حصلت عدّة مجادلات سياسية بين السلطة والمعارضة. وتخلل ذلك عدوان إسرائيلي في يوليو 2006 دُمرت خلاله البنية التحتية اللبنانية.
وفي 7 أيار 2008، قام مسلحو المعارضة في لبنان من حزب الله وحركة أمل والحزب القومي السوري بالسيطرة على بيروت كردّ فعل على اتخاذ الحكومة قراراً بتفكيك شبكة الاتصالات الخاصة بالمقاومة وبعزل مدير مطار بيروت الدولي حيث اعتبرت المعارضة هذا القرار خرقًا للبيان الوزاري القاضي بدعم المقاومة في مواجهة الاحتلال الإسرائيلي. وتلا هذه العملية اتفاق في مدينة الدوحة أدى إلى إخلاء وسط بيروت من مظاهر الإضراب وأعاد الثقة بالسياحة اللبنانية. وبتاريخ 18 أكتوبر 2008 تبادل لبنان وسوريا السفراء لأول مرة في تاريخهما.

## الجغرافيا

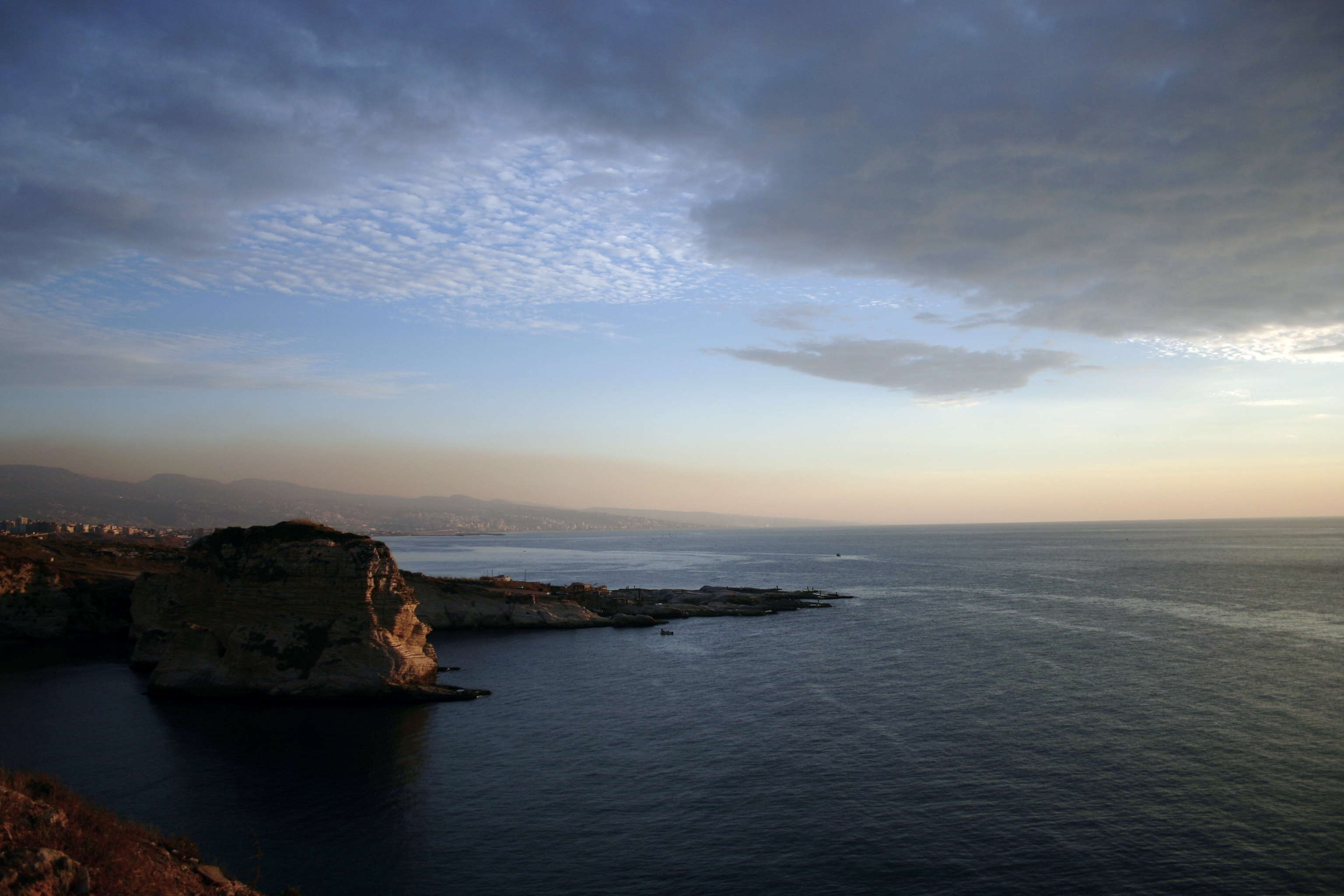
أحد شواطئ بيروت الصخرية-الجرفيّة، لاحظ تحول الجرف الصخري إلى شاطئ تدريجيّا.

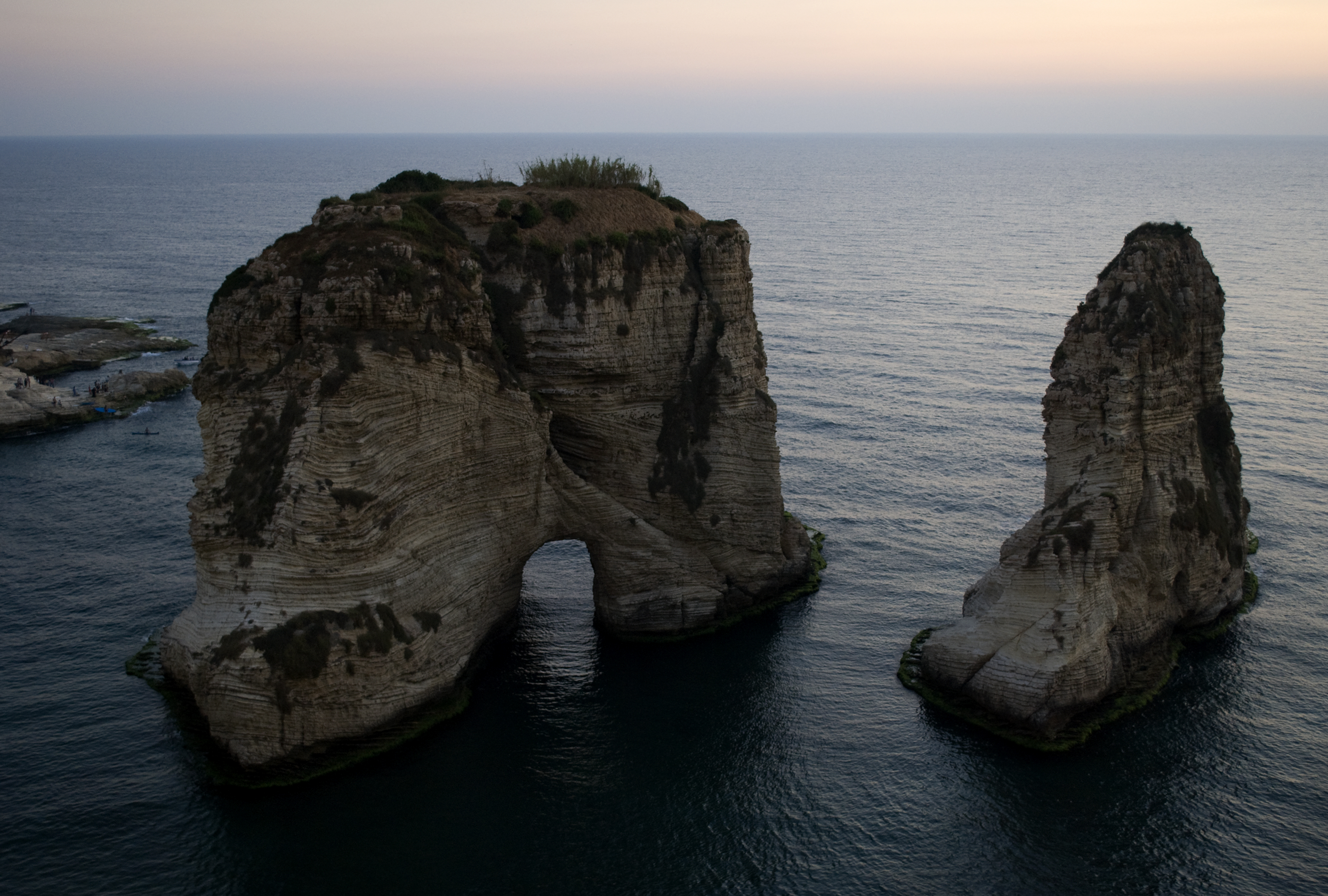
صخرة الحمام (الروشة)

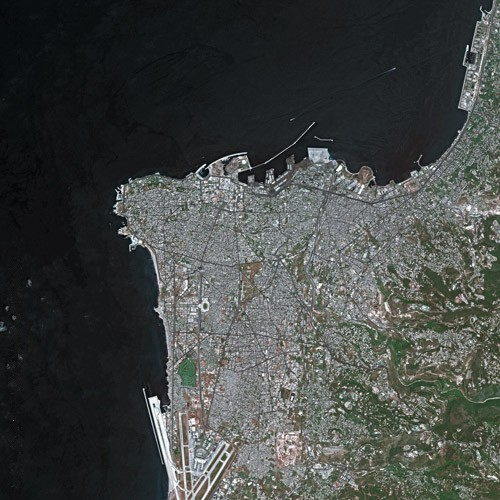
صورة ساتليّة لبيروت تظهر شكلها المثلث.

تقع بيروت على شبه جزيرة تتجه لناحية الغرب نحو البحر المتوسط، على بعد 94 كيلومتر (58 ميل) من شمال الحدود الفلسطينية اللبنانية. يحد المدينة من الشرق سلسلة جبال لبنان الغربية؛ وهي تتخذ شكلا مثلثا، بسبب وقوعها بين وعلى تلتين: تل الأشرفية وتل المصيطبة.
تبلغ مساحة محافظة بيروت 18 كم² (6.9 ميل مربّع)، بينما تبلغ مساحة التجمع الحضري للمدينة 67 كم² (26 ميل مربّع).يعتبر الشاطئ البحري لبيروت متنوعا، فهو صخري في شمال المدينة، ورملي في جنوبها، وفي بعض الأقسام من الشمال يكون الشاطئ عبارة عن أجراف صخرية مرتفعة، كذلك فإن هذه النماذج جميعها يمكن أن تندمج سويا في بعض الأماكن، مثل نقطة التقاء شاطئ الروشة بشاطئ الرملة البيضاء.

### المناخ
الطقس في بيروت معتدل إجمالا، إذ يسود المناخ المتوسطي المتمثل بفصل صيف حار عالي الرطوبة، وربيع وخريف معتدلين، وشتاء بارد ممطر. يعتبر أغسطس أكثر شهور السنة حرّا، حيث يمكن أن يصل معدل الحرارة إلى 29 ° مئوية (84 ° فهرنهايت)، كما يعتبر شهرا يناير وفبراير أكثرها برودةً، حيث يصل معدل درجات الحرارة في الشهر إلى 10 ° مئوية (50 ° فهرنهايت). يكون اتجاه الرياح غربيّا خلال فترة بعد الظهر والمساء، أي أنه يهب من البحر إلى اليابسة، أما في الليل، يتغير الاتجاه إلى الشرق، أي إنه يهب من اليابسة نحو البحر.
يبلغ معدل الأمطار السنوية في بيروت 860 ميليمتر (34.1 إنش) والتي يتساقط معظمها خلال أشهر الشتاء، والقليل منها يتساقط في الخريف والربيع. تتساقط معظم الأمطار خلال عدد محدود من الأيام بشكل كثيف في العادة، أما الثلج فيندر أن يتساقط في بيروت، وبحال تساقط فإنه لا يتراكم، ويُستثنى من ذلك شتاء السنوات 1920، 1942، و1950، حيث هبّت ثلاث عواصف ثلجية كبيرة على لبنان أدت إلى هطول الثلوج على الساحل.
| البيانات المناخية لـبيروت    | البيانات المناخية لـبيروت | البيانات المناخية لـبيروت | البيانات المناخية لـبيروت | البيانات المناخية لـبيروت | البيانات المناخية لـبيروت | البيانات المناخية لـبيروت | البيانات المناخية لـبيروت | البيانات المناخية لـبيروت | البيانات المناخية لـبيروت | البيانات المناخية لـبيروت | البيانات المناخية لـبيروت | البيانات المناخية لـبيروت | البيانات المناخية لـبيروت |
| الشهر                        | يناير                     | فبراير                    | مارس                      | أبريل                     | مايو                      | يونيو                     | يوليو                     | أغسطس                     | سبتمبر                    | أكتوبر                    | نوفمبر                    | ديسمبر                    | المعدل السنوي             |
| ---------------------------- | ------------------------- | ------------------------- | ------------------------- | ------------------------- | ------------------------- | ------------------------- | ------------------------- | ------------------------- | ------------------------- | ------------------------- | ------------------------- | ------------------------- | ------------------------- |
| متوسط درجة الحرارة الكبرى °ف | 57                        | 59                        | 63                        | 70                        | 73                        | 79                        | 82                        | 84                        | 82                        | 79                        | 68                        | 61                        | 71                        |
| متوسط درجة الحرارة الصغرى °ف | 41                        | 43                        | 52                        | 57                        | 63                        | 68                        | 72                        | 73                        | 72                        | 63                        | 50                        | 45                        | 58                        |
| الهطول إنش                   | 7.1                       | 5.9                       | 3.5                       | 2.0                       | 0.7                       | 0.10                      | 0                         | 0                         | 0.2                       | 1.6                       | 4.7                       | 6.7                       | 32.5                      |
| متوسط درجة الحرارة الكبرى °م | 14                        | 15                        | 17                        | 21                        | 23                        | 26                        | 28                        | 29                        | 28                        | 26                        | 20                        | 16                        | 22                        |
| متوسط درجة الحرارة الصغرى °م | 5                         | 6                         | 11                        | 14                        | 17                        | 20                        | 22                        | 23                        | 22                        | 17                        | 10                        | 7                         | 15                        |
| الهطول سم                    | 18                        | 15                        | 9                         | 5.1                       | 1.7                       | 0.25                      | 0                         | 0                         | 0.5                       | 4                         | 12                        | 17                        | 82.55                     |
| المصدر:                      |                           |                           |                           |                           |                           |                           |                           |                           |                           |                           |                           |                           |                           |

### مناطق بيروت

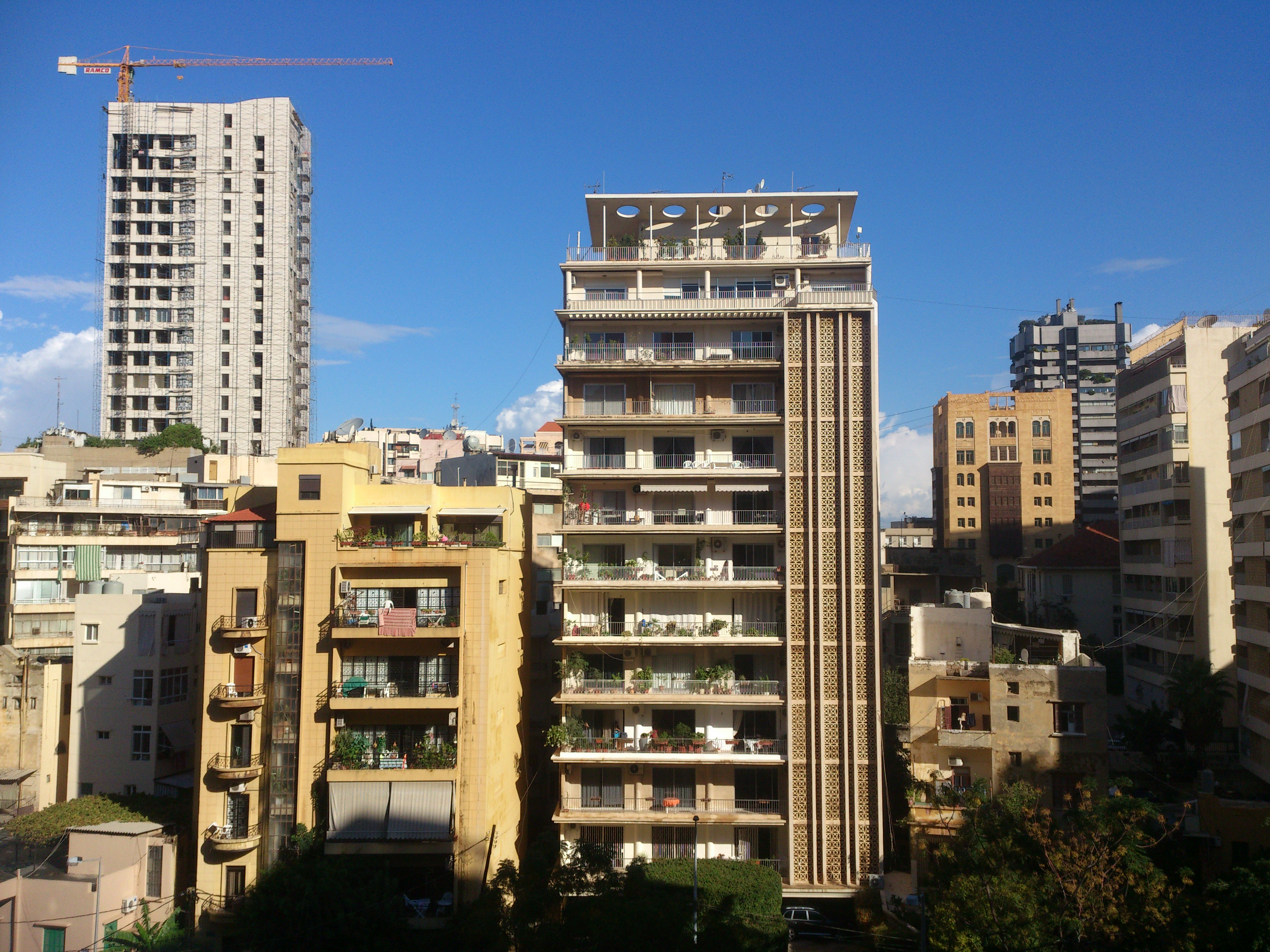
أبنية سكنية في منطقة الحمرا في بيروت

تُقسم بيروت إلى 12 حيّاً معترفاً به:

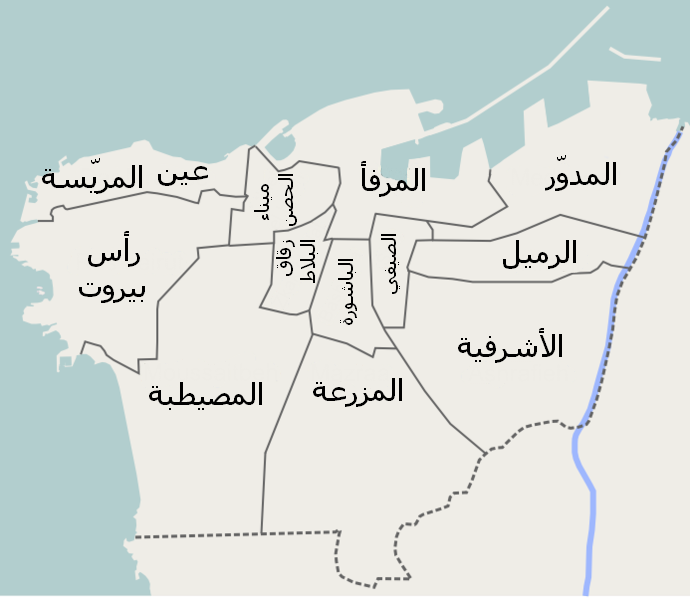
أحياء بيروت الإثني عشر.

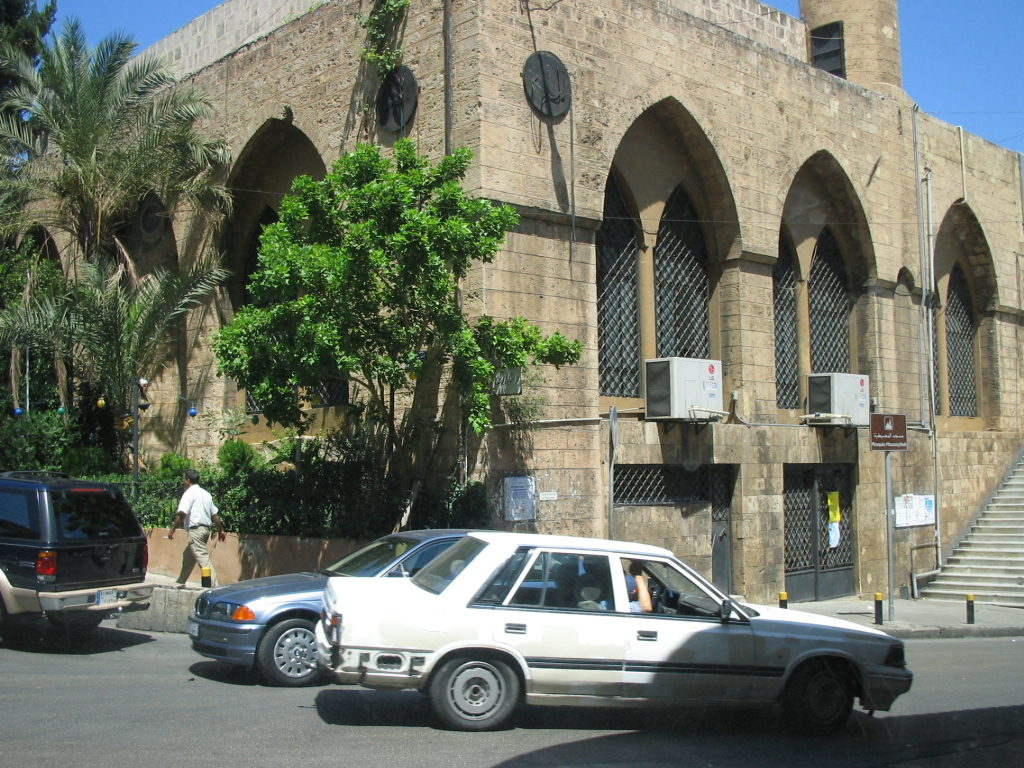
جانب من حي المصيطبة القديم، يظهر فيه مسجد المنطقة.

1. الأشرفية: عُرفت بهذا الاسم منذ حوالي سبعمائة سنة، أطلقت بعض النصوص عليها اسم «مزرعة الأشرفية»، وقد سُميت بذلك تيمنًا بالسلطان المملوكي الأشرف صلاح الدين خليل. تقع على الهضبة الشرقية البيروتيّة، وتشتهر بأنها منطقة راقية.[71]
2. عين المريسة: يرجع أصل اسمها إلى «الريّسة»، أي المرسى الصغير بصيغة «المرسة»، أي قطعة من الحبل، والعين التي هي الينبوع الصغير الذي يصب بالبحر.[72]
3. الباشورة: إحدى أقدم المناطق في بيروت، يرتقي عهدها إلى عصر الخليفة المنصور، وقد اشتهرت بوجود المقبرة الإسلامية فيها التي تفصل نحلة السور بينها وبين بيروت القديمة. يعني اسمها: البرج المتعالي الذي يقع على مدخل القلاع والمدن.[73]
4. ميناء الحصن: في الأساس كانت تُدعى «ميناء الحسن»، ثم حُرفت مع الوقت فصارت السين تُلفظ صادًا. يُحتمل أنها حملت هذا الاسم لوجود برج حصن بيروت في المنطقة في قديم الزمان.[74]
5. المزرعة: تيمنًا بالمزارع التي كانت قائمة بها قديمًا وأبرزها مزارع الحمضيات من ليمون وبرتقال.
6. المدوّر: تيمنًا بإحدى العائلات البيروتية.
7. المصيطبة: أصل الاسم يرجع إلى «مسطبة بيدمر»، كانت بريّة تقع خارج أسوار بيروت القديمة لحين تحرير المماليك للساحل الشامي من الصليبيين، فحينها أمر السلطان الأشرف صلاح الدين خليل، أمر بتحويل بيروت إلى قاعدة بحرية والانطلاق منها لاستعادة قبرص. فبدأ قادة الجيش والجند يستقرون في تلك المنطقة الخالية، ومع مرور الوقت استحالت قرية بحد ذاتها قبل أن تلتحم مع بيروت.[75]
8. المرفأ: تيمنًا بمرفأ المدينة القديم الذي ما زال قائمًا في هذه المنطقة.
9. رأس بيروت: كانت منطقة مقفرة من السكان، ولم يقطنها إلا بعض المزارعين الذين كانوا يتعاطون زراعة التين والصبار. سًميت كذلك لأن قسمًا منها، وهو القسم الذي يدخل البحر، يشبه الرأس في تكوينه. أخذت المنطقة تصبح آهلة بالسكان بعد بناء الكلية السورية الإنجيلية عام 1865، وعدد من المعاهد والكليّات الأجنبية، فتوافد البيارتة القدماء عليها، واستقروا هناك، وما لبث أن استقطبت المنطقة عدد من الأجانب أيضًا الذين اختلطوا مع أهل المدينة الأصليين.[76]
10. الرميل: إحدى الأحياء القديمة في المدينة، كان حيًا شعبيًا في بادئ الأمر قبل أن ينمو ويستحيل منطقة أرستقراطية، خاصة بعد إعادة بناءه عند انتهاء الحرب الأهلية اللبنانية.
11. الصيفي: يشتهر هذا الحي بمطاعمه ومقاهيه عربية الطابع، ونزله القديم التي تعود للعهدين العثماني والفرنسي، ومرابعه ونواديه الليلية الحديثة.
12. زقاق البلاط: أحد الأحياء المستحدثة في القرن التاسع عشر، بعد تطوّر مدينة بيروت واستحداثها عاصمة ولاية. سُمي كذلك تيمنًا بزقاق طويل رُصفت أرضه بالبلاط. كان هذا الحي ذو طابع أرستقراطي، إذ قطنه البيارتة الميسورين والموظفين الحكوميين العثمانيين من أتراك وشركس وأرمن، أما اليوم فيُعد حيًا شعبيًا ذو طابع تراثي. تميز هذا الحي وما زال بتنوعه العرقي والطائفي، فالكثير من سكانه ذوي جذور عربية، وبعضهم تركي وكردي وأرمني الأصل، وأغلب السكّان مسلمون يتبعون المذهبين السني والشيعي، وهناك قسم من السكان مسيحي يتبع كنيستيّ الروم والأرمن الأرثوذكس، وكان هناك وجود في السابق لعدة أسر يهودية.[77]

ويُقسّم كل من هذه الأحياء إلى مناطق عقارية متعددة. تقع ثلاثة مخيمات للاجئين الفلسطينيين في بيروت من أصل 12 مخيما رسميا في لبنان، وهذه المخيمات هي: مخيم برج البراجنة، مخيم شاتيلا، ومخيم مار الياس، وجميعها تقع جنوبي المدينة. ومن بين الخمس عشر مخيمًا الغير رسميّة في لبنان، فإن واحد منها منها، وهو مخيم صبرا، يقع في بيروت، بالقرب من مخيم شاتيلا.

## سكان بيروت

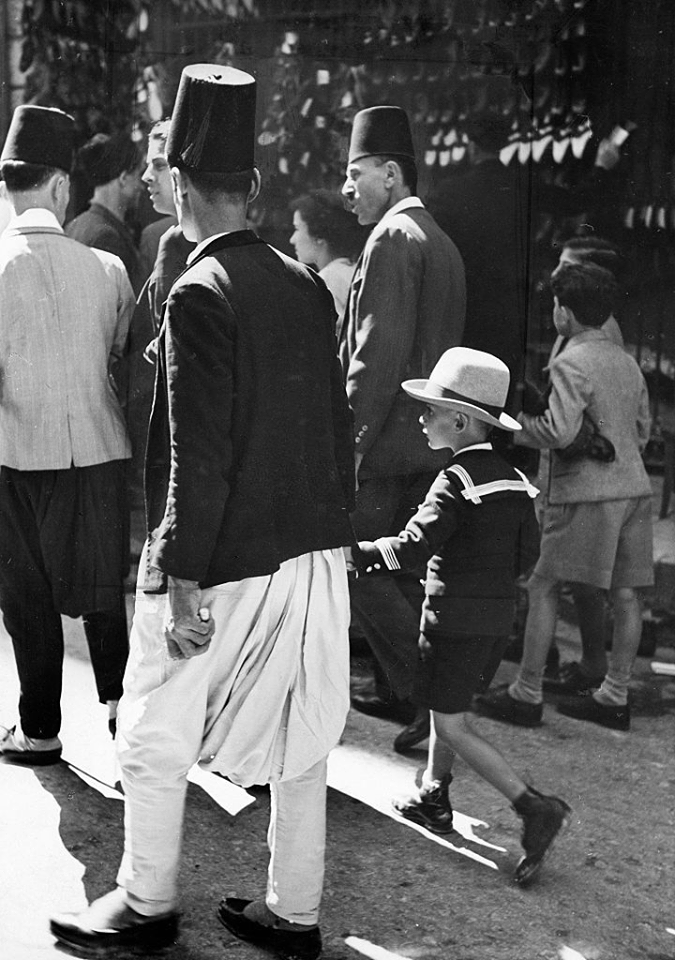
أناس متجولين في شوارع بيروت القديمة

تختلف تقديرات عدد سكان بيروت بشكل واسع، فهي تصل بحسب بعض الإحصاءات إلى 938,940 نسمة، بينما تصل بالنسبة لإحصاءات أخرى إلى 1,303,129 نسمة، وإلى 2,012,000 نسمة بالنسبة للبعض الآخر. إن غياب العدد الصحيح لسكان بيروت يعود إلى أنه لم يتم أي تعداد رسمي للسكان في لبنان منذ سنة 1932.

### التركيبة العرقيّة
تُعد بيروت، كغيرها من مدن بلاد الشام الكبرى، مدينة ذات مزيج عرقي كبير، يظهر جليًا في أسماء وألقاب العائلات والأسر التي تقطنها حاليًا. وسبب هذا المزيج هو الشعوب المختلفة التي مرّت على الشام ككل، واستقر البعض منها واختلط مع أبناء البلاد، لكن على الرغم من ذلك يبقى واضحًا طغيان عنصر معيّن على بقيّة العناصر، فغالبية البيارتة من مسلمين ومسيحيين، هم من أصول عربية سواء من توطن منهم فيها قبل الفتح الإسلامي، أو في ظل تلك الفتوح، كما شهدت بيروت موجات جديدة من الهجرات العربية سواء من المشرق العربي أو من المغرب العربي. وقد شهد عهدا الخلافة العربية بما فيها العهد الفاطمي والزنكي والأيوبي والمملوكي والصليبي هجرة الكثير من الأعاجم واستقرارهم في بيروت، وكذلك كان الحال في عهد الخلافة العثمانية. كما شهدت القرون السابقة والقرن العشرين العديد من النزوح من المناطق اللبنانية إلى بيروت خاصةً.

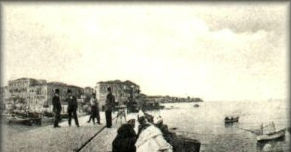
مجموعة من المهاجرين المغاربة في مرفأ بيروت، أواسط القرن التاسع عشر.

كانت بيروت قبيل الفتح الإسلامي مأهولة من قبل العرب والسريان والروم، وعندما فتح المسلمون الساحل الشامي شهدت المدينة قدوم العديد من العناصر العسكرية والمدنية التي تنتمي إلى قبائل عربية، وقد توطنت في بيروت، ومنها من حافظت على أسماء قبائلها، في حين أن البعض الآخر اتخذ أسماء جديدة هي عبارة عن ألقاب وصفات ومهن، ومن القبائل العربية التي استوطنت بيروت: بنو حزم وبنو مخزوم وبنو قيس وبنو زيدان، وسواهم، وتفرّعت منهم أسر عديدة. من أبرز أصول البيارتة المعاصرين الأصول المغربية والأندلسية، وقد بدأ المغاربة والأندلسيين يتوافدون إلى بلاد الشام ومدنها خلال العهد الصليبي، فقد انتقل آلاف المغاربة من بلادهم إلى الشام للمشاركة في الجهاد ضد الصليبيين، ووقع الكثير منهم أسرى، وقد حرص التجار والأمراء والسلاطين المسلمين على فك أسرهم نظرًا لما قدّموه من تضحيات، ومنحوهم منحًا مالية ووطنوهم في المدن وأدخلوهم في حاشيتهم. كما أن قسمًا كبيرًا منهم أتى بغرض طلب العلم. أما القسم الأعظم من المغاربة والأندلسيين، فقد وصل بيروت عقب سقوط الأندلس سنة 1492، وعقب الاحتلال الفرنسي لبلدان المغرب أواخر القرن التاسع عشر، وطرد الكثير من السكّان بهدف توطين فرنسيين بدلاً منهم. كذلك يظهر جليًا الأصل المصري لبعض العائلات البيروتية، من خلال تلقبها باسم المدينة أو البلدة التي وصلوا منها، مثل: الإسكندراني والرشيدي، والجيزي، وأغلب البيارتة ذوي الأصول المصرية وصلوا المدينة خلال عهد الحكم المصري لبلاد الشام. أما باقي الأسر البيروتية ذات الجذور العربية فأصولها عراقية وشاميّة مجاورة وحجازية ويمنية.

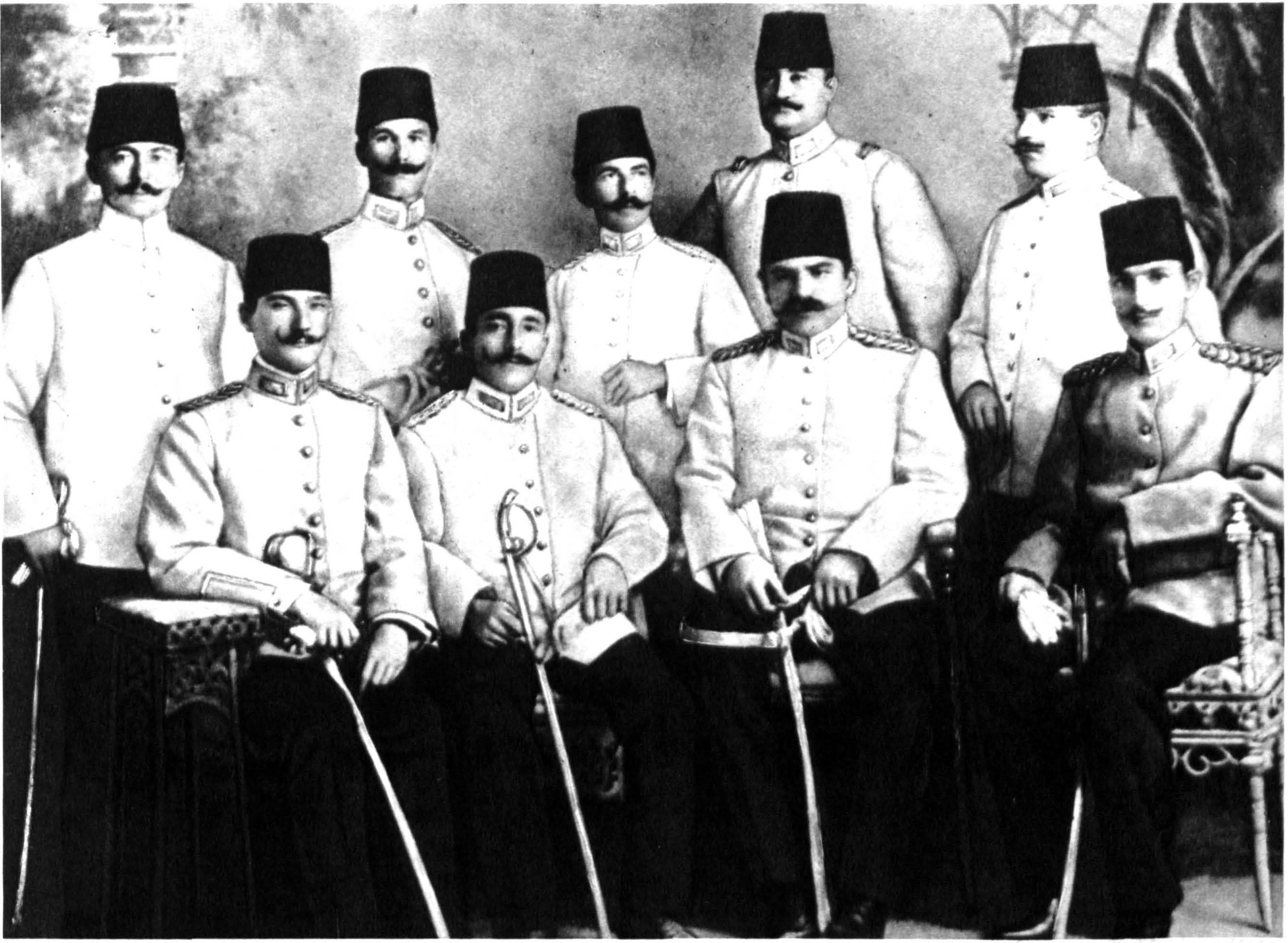
حفنة من الضباط الأتراك في الجيش الخامس العثماني في بيروت.

تعرضت بيروت ومختلف بلاد الشام لموجات هجرة مدنية وعسكرية في العهود الأيوبية والمملوكية والعثمانية، خاصة وأن هذه العهود صاحبتها مجيء عشرات الآلاف من العساكر المقاتلة، بالإضافة إلى أن حكّام وسلاطين هذه العهود كانوا يعمدون إلى إسكان الجيوش بكثرة في المناطق الخاضعة لهم للدفاع عنها وصبغها بلون واحد. وبناءً على ذلك تعرضت بيروت خلال تلك العهود لهجرات وموجات سكانية تمازجت مع العائلات البيروتية القديمة وتصاهرت معها، ومن أبرز الأعاجم الذين سكنوا بيروت: الأتراك والإيرانيين والأكراد والشركس والألبان، واليونان، والأرمن. ومن هذه العائلات من احتفظ باسمه الأصلي، وأغلبها اتخذ أسماءً وألقاب جديدة تدل على أصوله مثل: الأصفهاني، والأرناؤوط (من ألبانيا)، والبوشناق، وجركس، والمورللي، والكردي، والإزمرلي، وغيرها. كذلك شهدت بيروت بعد انتهاء الحرب العالمية الأولى قدوم عساكر من مسلمي الهند قدموا مع الجيش البريطاني. وقد استقر بعضهم في بيروت وحملوا اسم عائلة «الهندي». أيضًا هناك قلّة نادرة من البيارتة ترجع بأصولها إلى أفريقيا جنوب الصحراء الكبرى، وهؤلاء يتحدرون من الرقيق الأسود، الذي كانت تجارته ناشطة إلى نهاية الدولة العثمانية، ومن الجنود السنغال الذين عملوا في الجيش الفرنسي طيلة فترة الانتداب. وقد تمازج هؤلاء وتفاعلوا مع البيارتة منذ أوائل القرن العشرين، لذلك فقد ضاعوا تقريبًا في المزيج البيروتي.

### التركيبة الطائفيّة

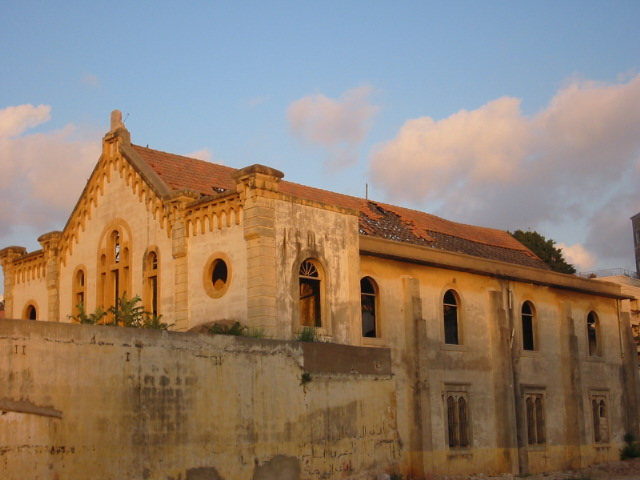
كنيس ماغين أبراهام قبل ترميمه، في وادي أبو جميل، وسط بيروت.

مسجد وكنيسة جنبا إلى جنب في بيروت.

تعتبر بيروت أكثر مدن لبنان غنى بالتنوع الديني والمذهبي، ويُحتمل أيضا أن تكون أكثر مدن الشرق الأوسط غنى بهذا التنوع، إذ أن لكل من المسلمين والمسيحيين وجود فعّال فيها. هناك 9 طوائف رئيسيّة في بيروت هي: السنّة، الشيعة، الدروز، الموارنة، الروم الأرثوذكس، الروم الكاثوليك، الأرمن الأرثوذكس، الأرمن الكاثوليك، البروتستانت. يتولى الفصل في المنازعات والقضايا الدينية، أو قضايا الأحوال الشخصية، القضاء الديني المختص بالنسبة لكل طائفة على حدى. إن المطالبة بالزواج المدني في لبنان قوبلت بالرفض من قبل رؤساء الطوائف الروحية حتى الآن، ولكن الحكومة تعترف بالزواج المدني الذي انعقد في الخارج. يعيش في بيروت حاليا عدد قليل من اليهود، ولكن في السابق كان هناك نسبة كبيرة نسبيا من اليهود تسكن في حي وادي أبو جميل بوسط بيروت، ولا يزال الكنيس اليهودي قائما هناك حتى اليوم. ومن آثار اليهود الباقية في بيروت أيضا المقبرة اليهودية الواقعة في القسم الشرقي من المدينة، والتي دُفن فيها أيضا بعض الجنود الفرنسيين الذين خدموا في لبنان أيام الانتداب.
ويتوزع سكان بيروت على الشكل التالي: مسلمون:65% (السنّة:80%، الشيعة:12%، الدروز:8%)، مسيحيون:30% (الموارنة:40%، الروم الارثوذكس:40%، الروم الكاثوليك:12%، الأرمن:8%)، أقليات ويهود:5%.
كان للحرب الأهلية اللبنانية تأثير على ديمغرافية السكان وتوزع الطوائف في بيروت، فقبل الحرب كانت الأحياء السكنية أكثر اختلاطاً بالمذاهب المختلفة، أما اليوم فإن كل قسم من بيروت يطغى عليه طابع معين، فبيروت الشرقية أكثر سكانها مسيحيون، مع أقليّة سنيّة، بينما بيروت الغربية أكثر سكانها مسلمون سنّة، وفيها أقليّة مسيحية وشيعيّة. ويُلاحظ اليوم أن انتقال السكان المسيحيين والمسلمين من وإلى القسم الغربي والشرقي من المدينة عاد على نحو بسيط. يسكن ضاحية بيروت الجنوبية أكثرية شيعيّة، مع وجود أقليّة صغيرة من السنّة والمسيحيين. كان لبيروت تاريخ من عدم الاستقرار السياسي كنتيجة للانقسامات الطائفية، كما لعب الدين دوراً في السابق في تقسيم المجتمع اللبناني، كما يتضح من الحرب الأهلية الأخيرة.

### اللاجئون والعمّال

مخيم للاجئين الأرمن في بيروت قبل سنة 1923.

كان الأرمن من أول اللاجئين إلى بيروت في المرحلة المعاصرة، وبدأ وصول الأرمن إلى لبنان سنة 1915 بعد ارتكاب المذابح بحقهم من قبل الأتراك، وأول منطقة سكنوها كانت منطقة الكرنتينا ومن ثم برج حمود، حيث لا يزال المتحدرين منهم يقيمون هناك حتى اليوم. كانت بيروت إحدى المدن الرئيسية في لبنان التي سكنها اللاجئون الفلسطينيون سنة 1948، كذلك هناك عدد كبير من السوريين والمصريين الذين يقطنون المدينة ويعمل معظمهم في قطاع الخدمات والبناء. وبعد الغزو الأمريكي للعراق سنة 2003، قدم لبنان حوالي 100,000 عراقي وسكن الكثير منهم في بيروت، إلا أن الحكومة أبعدت قسرا جزءاً كبيرا منهم أو قامت بسجنهم بسبب وصولهم بطريقة غير شرعية.
بالإضافة لذلك هناك عدد كبير من المهاجرين غير العرب في بيروت مثل الأفغان، الإيرانيين، والباكستانيين، كما شهدت السنوات الأخيرة تزايدا في أعداد القادمين من الحبشة، وبلدان جنوب شرق آسيا، مثل إندونيسيا، الفلبين، ماليزيا، وسريلانكا، ويعمل هؤلاء في العادة كخدم في المنازل أو المكاتب، والبعض يُباشر أعمالا خاصة به، مثل الإيرانيين الذين يعملون إجمالا في صناعة السجاد العجمي.

## الخدمات الاقتصادية والتجارية والصناعية والصحية

### الاقتصادية
تستقطب مدينة بيروت رجال الأعمال من لبنانيين وعرب وأجانب، وتتدفق إلى مصارفها تحويلات من كل أنحاء العالم. لذلك هي مركز مصرف لبنان وبورصته، وتحتل المركز المصرفي الأول في الشرق الأوسط، من هنا اتخذت مركزاً لاتحاد المصارف العربية، وساعد في ذلك السرية المصرفية التي يتبعها لبنان.

#### العملة والمصارف
كان اللبنانيون عموما يتعاملون بالليرة العثمانية أيام الحكم العثماني، وكان الناس يرمزون إلى العملة باسم «العثمليّة» أو «الليرة العثمليّة»، وخلال عهد الحكم المصري في لبنان (1831-1840)، وفي السنوات اللاحقة بعده، تعامل البيروتيين بالعملة المصرية، وكانوا يرمزون إليها «بالمصرية»، ومن هذه العملة اكتسبت النقود لفظتيّ «مصاري» و«مصريات» اللتين لا تزالان تستعملان حتى اليوم في بيروت وكافة أنحاء لبنان وسوريا بمعنى نقود.
بعد أن خضع لبنان للانتداب الفرنسي، أصدر الجنرال هنري غورو، المفوض السامي الفرنسي في سوريا ولبنان، نقدا خاصا لكلا البلدين، وقد حصر الإصدار «ببنك سوريا ولبنان»، وكان هذا المصرف فرنسيّا مقره باريس، وربطت حكومة الانتداب النقد اللبناني بالفرنك الفرنسي الذي كانت قيمته قد انخفضت كثيرا آنذاك، وجعلت الليرة وحدة العملة اللبنانية وقسمتها إلى مائة قرش، وبهذا ظهرت الليرة اللبنانية. وبعد زوال الانتداب حصلت قطيعة اقتصادية بين لبنان وسوريا بتاريخ 15 مارس 1950 بسبب تباين وجهات النظر الاقتصادية بين الدولتين، فكان هذا حافزا للحكومة اللبنانية كي تعيد تنظيم اقتصاد الدولة، فأنشأت في أوائل ستينات القرن العشرين «مصرف لبنان» أو «البنك المركزي» الذي حلّ مكان بنك سوريا ولبنان في إصدار النقد اللبناني.

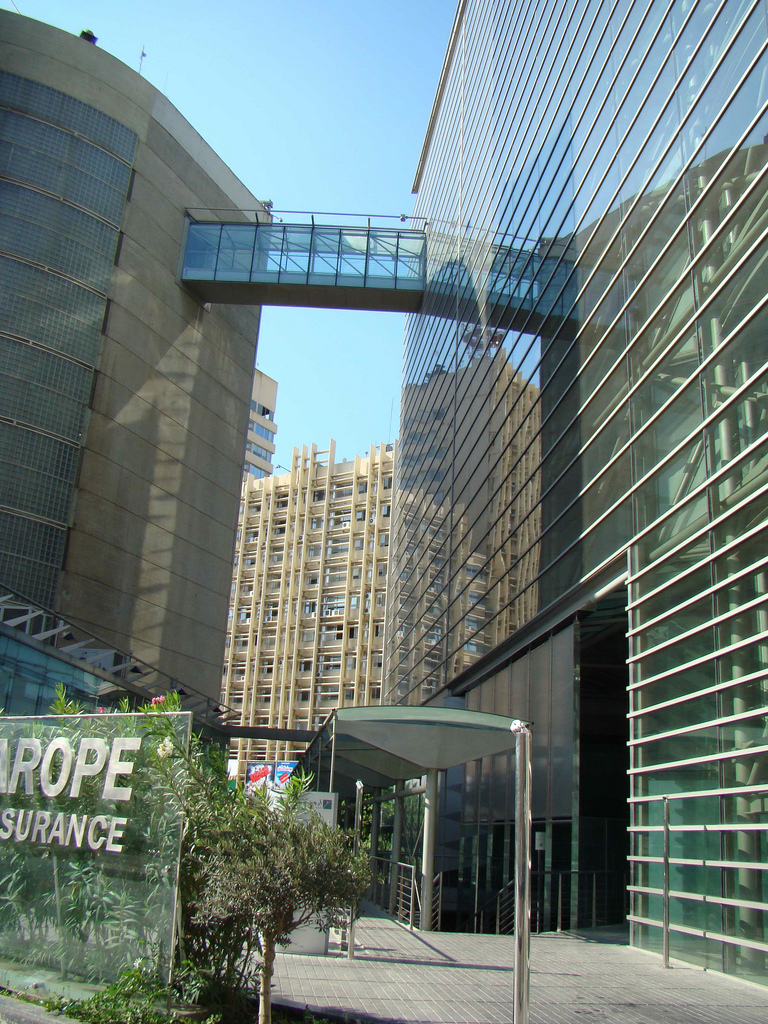
مكاتب الفرع الرئيسي لبنك لبنان والمهجر.

نشطت حركة المصارف بسبب الازدهار الاقتصادي خلال فترة الستينات وأوائل السبعينات، فبعد أن كان عدد المصارف لا يزيد عن عشرة بعد الاستقلال، ارتفع في فترة الازدهار إلى قرابة المئة، وقد اختيرت مدينة بيروت سنة 1974 مركزا لاتحاد المصارف العربية، وتشجيعا لهذا القطاع الاقتصادي، أقرت الحكومة قانون السرية المصرفية أملةً في اجتذاب الودائع الكبيرة من لبنان والبلاد العربية، وقد أعطت هذه السياسة ثمارها وظهرت نتائجها في المبالغ الطائلة التي أودعت في المصارف اللبنانية في بيروت، والتي بلغت في بعض الأوقات ما يزيد عن 6 مليارات ليرة. ومن المصارف التي تتخذ من بيروت مقرا رئيسيّا لها: بنك بيروت، بنك بلوم، بنك بيبلوس، بنك عودة، بنك لبنان والمهجر، بالإضافة لعدد من البنوك المشتركة مع بعض الدول العربية مثل البنك اللبناني الكويتي والبنك اللبناني المصري، وغير العربية كالبنك اللبناني الكندي، كما توجد بعض الفروع لمصارف أوروبية مثل البنك البريطاني (HSBC).
على الرغم من الأزمة الاقتصادية العالمية (2007 و2009 والمستمرّة حتى الآن)، فإن مصارف لبنان لم تتأثر بها بشكل يذكر، وبالتالي فإن قيمة الليرة اللبنانية بقيت مستقرة نسبيّا، ويعود ذلك إلى الإجراءات الصارمة التي تتبع عند منح القروض وغيرها من المدفوعات، والتي نصّ عليها وفرضها حاكم مصرف لبنان، رياض سلامة. حصل الأخير على جائزة «أفضل حاكم مصرف مركزي لسنة 2009»، كونه كان قادرا على منع وصول الأثار السلبية للأزمة الاقتصادية العالمية إلى لبنان، كما كان قد حصل على نفس الجائزة سنة 2006.

#### بورصة بيروت

شعار بورصة بيروت.

بورصة بيروت هي سوق الأوراق المالية الوحيدة العاملة في لبنان. تعتبر بورصة بيروت واحدة من أقدم الأسواق المالية في المنطقة حيث يعود تاريخ تأسيسها لسنة 1920، تحت سلطة الانتداب الفرنسي، وكانت ثاني أقدم سوق مالية في العالم العربي. وفي أوائل الخمسينات تميز، الاقتصاد اللبناني بنشاط ملحوظ حيث بدأت شركات صناعية ومصرفية وخدماتية تدخل البورصة لتجعل من بورصة بيروت أفضل سوق مالي في المنطقة مع دخول حوالي خمسين شركة. مع اندلاع الأحداث اللبنانية سنة 1975 تراجعت حركة التداول في بورصة بيروت، ومع تدهور الوضع الأمني، علق العمل في البورصة من سنة 1983، ولم تعاود نشاطها حتى 22 ديسمبر 1996، أي بعد 13 عاما. في نهاية سنة 2006 أطلقت بورصة بيروت نظام تداول جديد عن بعد، يسمح للوسطاء بتداول الصكوك المدرجة على بورصة بيروت عن بعد من مكاتبهم الخاصة. وفي 13 فبراير 2008 قررت البورصة الإجازة باعتماد التداول الإلكتروني «عن بعد» على بورصة بيروت عبر الانترنت وذلك حصراً من خلال شركات الوساطة المعتمدة في البورصة. تقع بورصة بيروت اليوم في وسط المدينة التجاري، بعد أن نُقل مقرها إلى هناك سنة 2002.

### مرفأ بيروت

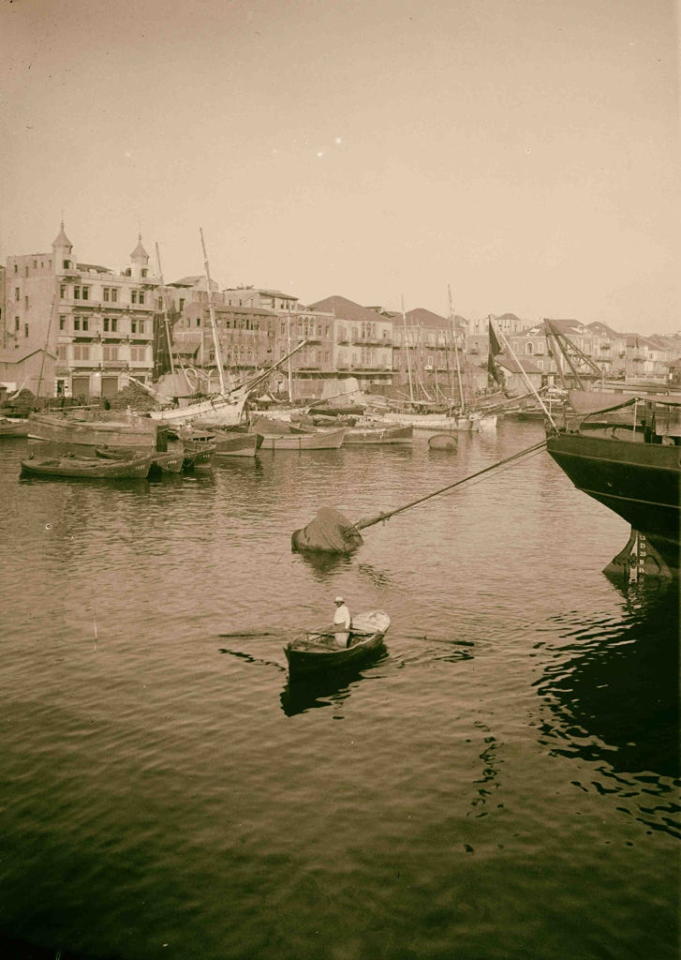
مرافئ بيروت عام 1934

تعد بيروت مركزًا لأحد أهم وأكبر الموانئ الواقعة شرق البحر المتوسط وهو مرفأ بيروت؛ حيث أن موقعه وعمق المياه فيه يتيح له أن يستقبل أكبر المراكب وسفن الشحن. فقد ظهر أن القسم المخصص منه لتخزين الحاويات كان يعمل ويحوي ما يزيد عن العدد العادي الذي يُفترض به أن يحويه، لأكثر من 10 سنوات، قبل أن تظهر الدراسات أنه يقدر أن يحوي هذا المقدار. كما وتوجد المقرات الرئيسيّة للعديد من المصارف والشركات اللبنانية في بيروت، وبعض فروع الأجنبية منها.

### الخدمات التجارية

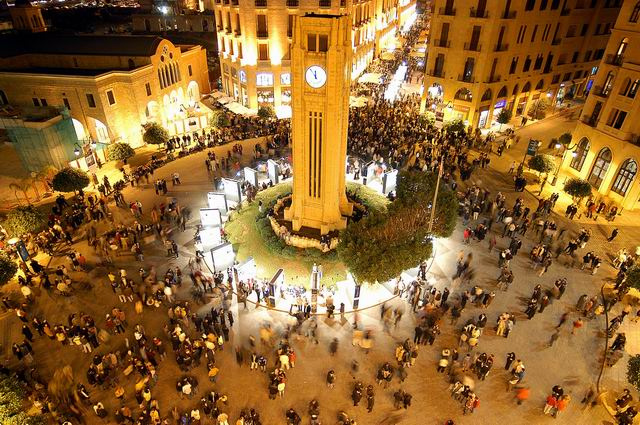
وسط بيروت التجاري، أحد أبرز وأهم المناطق ذات الثقل الاقتصادي بالمدينة.

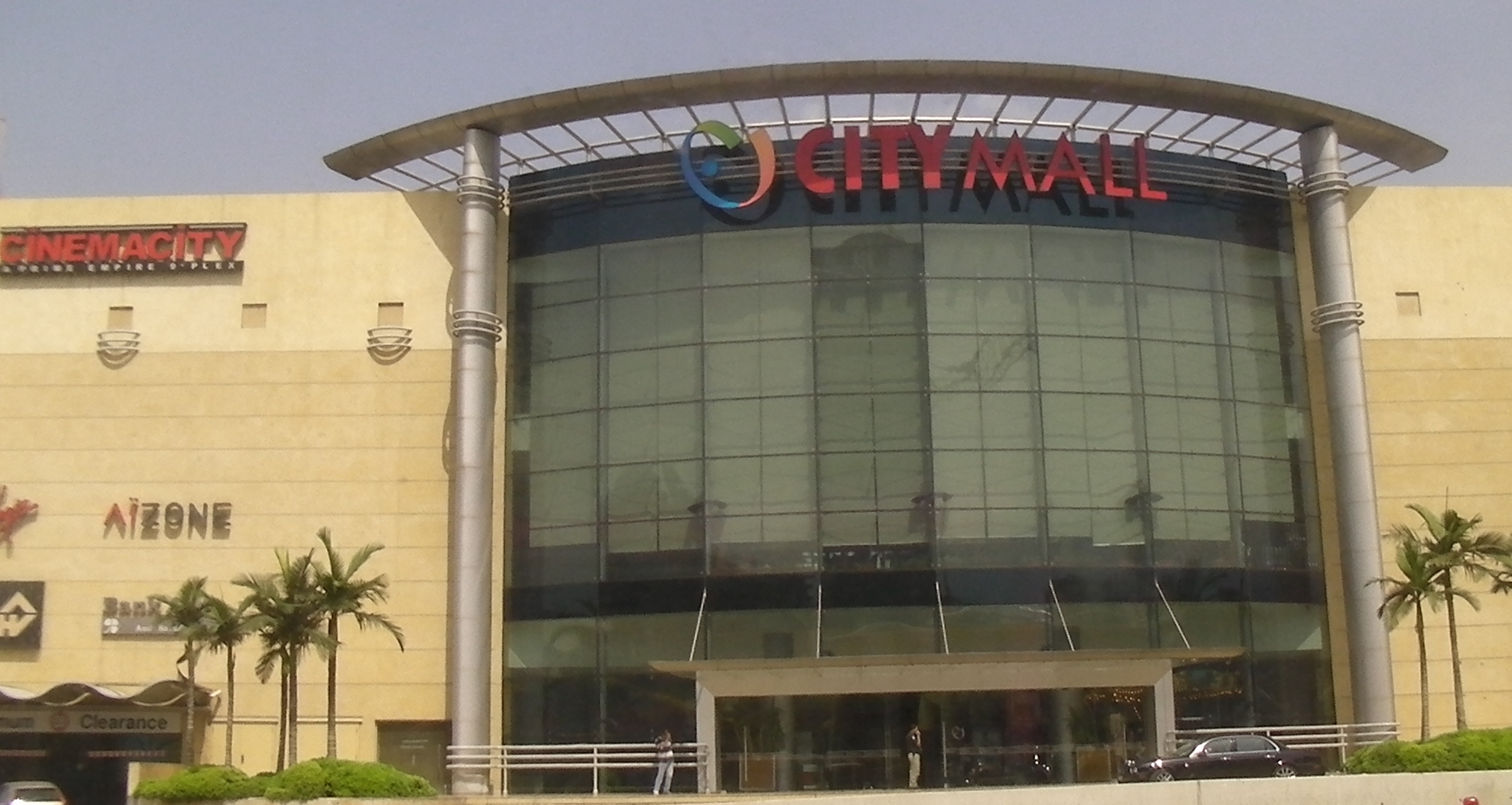
مركز تسوّق "سيتي مول"، أحد أكبر مراكز التسوق في لبنان والأكبر في بيروت.

تشكل التجارة جزءاً من طبيعة البيروتيين الذين اكتشفوا منذ القدم أهمية موقع مدينتهم المرفئية، كجمال التقاء بين الشرق والغرب يتمتع بميزات تسهم في إنجاح المبادرات التجارية على اختلافها. فغدت بيروت مركزاً مالياً وتجارياً وصناعياً مرموقاً يتعاطى جميع النشاطات المالية والخدمات المصرفية بالإضافة إلى نشاطات أخرى متعددة في قطاعات البناء والتجارة والاستيراد والتصدير والصناعة.
وتتمركز في بيروت المؤسسات الاقتصادية والتجارية الكبرى لتأمين الخدمات واستثمار المشاريع الإنشائية، ما وفر العمل للعديد من اللبنانيين، وجلب العديد من المستهلكين إليها، وقد ساعد في ذلك اعتماد لبنان النظام الرأسمالي الحر، وإقراره قانون السرية المصرفية وتوسيع وتطوير كل من مطار بيروت الدولي ومرفأ بيروت والمنطقة الحرة في كل من هذين المرفقين الحيويين الذين يعتبران عن حق بداية الشرق ومنفذاً للدول العربية على البحر المتوسط، وجسر الغرب الصناعي للشرق الاستهلاكي.

#### جمعيّة تجّار بيروت

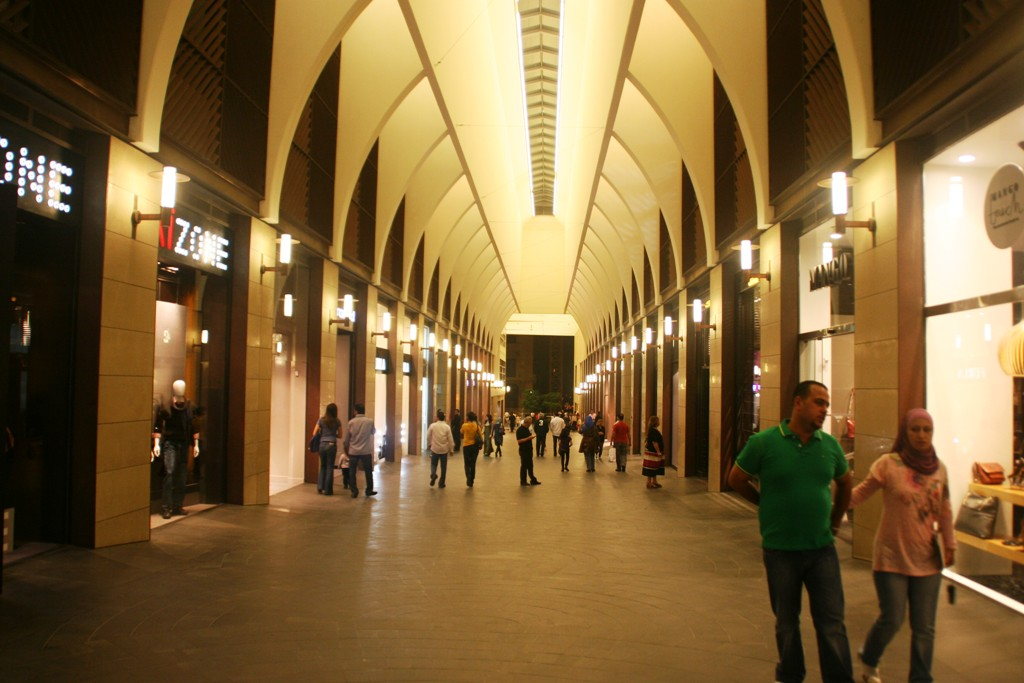
سوق الطويلة، أحد أبرز الأسواق الشرقية القديمة في بيروت. تدمّر خلال الحرب الأهلية، وأعيد تجديده وبناءه.

تأسست جمعية تجـار بيروت سنة 1921 وأعترف بها رسـمياً بموجب رخصـة رسـمية مؤرخة في أبريل 1921. وكان الهدف الأساسي للمؤسسين العمل على توحيد جهود التجار في مدينة بيروت والتي كانت ركن الأساس للتجارة اللبنانية، وتنسيق مساعيهم في خدمة مهنتهم والاعتناء بالوسائل التي من شأنها حماية التجارة اللبنانية وتشجيعها ورفع مستواها والدفاع عن مصالحها ومصالح أعضائها والعمل على تقدمها وتقدمهم من جميع النواحي الاقتصادية، والعمل على إيجاد المشاريع التجارية وتنشيطها على اختلاف أنواعها والسعي لتعزيز مدينة بيروت الاقتصادي وإنشاء مكتب للاستعلامات التجارية وناد لتعارف التجار توثيقاً للروابط بينهم والتوسط لدى السلطات الرسمية والدوائر الحكومية لرفع كل حيف يقع عليهم والعمل لكل ما يعود بالنفع على الجمعية عموماً.

### الخدمات الصناعية
تتمركز في بيروت وضواحيها 66% من المؤسسات الصناعية اللبنانية نظراً إلى سهولة الحصول على المواد الأولية عبر مرفأ بيروت بالإضافة إلى توافر اليد العاملة.

### الخدمات الصحية
في بيروت أهم المستشفيات اللبنانية وأكثرها تجهيزاً وكفاية معظم الجهاز الطبي اللبناني، فضلاً عن المستوصفات والصيدليات ومستودعات الأدوية. اشتهرت في الماضي بأنها مستشفى العرب، وبعد الحرب عادت تدريجياً إلى موقعها المرموق ويأتي إليها العديد من العرب خصوصاً للحصول على الطبابة المميزة. ومن أبرز مستشفيات بيروت: مستشفى الجامعة الأميركية، مستشفى رزق، مستشفى أوتيل ديو، ومستشفى المقاصد.

## بيروت الرسمية

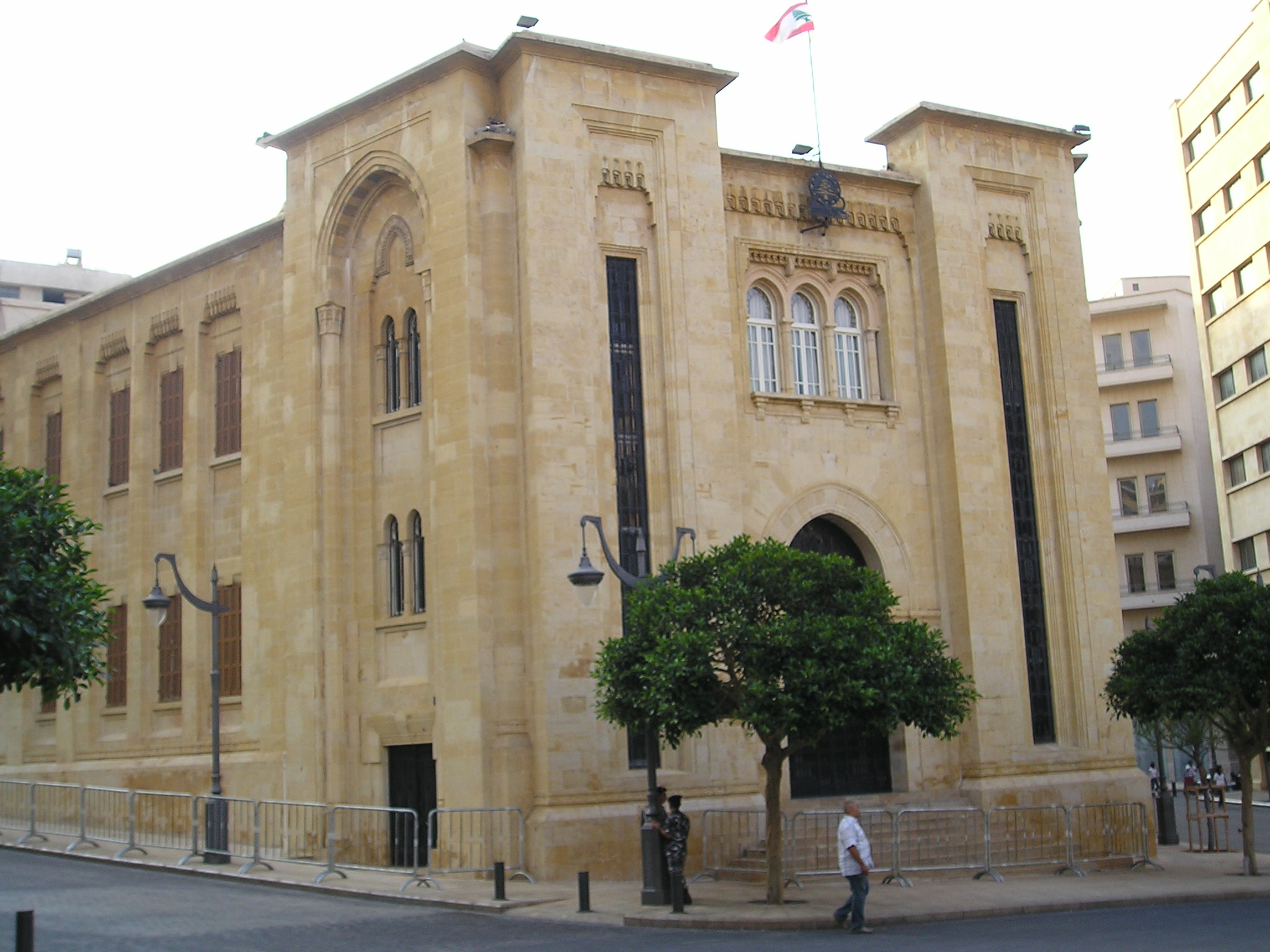
مبنى البرلمان اللبناني في ساحة النجمة، وسط بيروت.

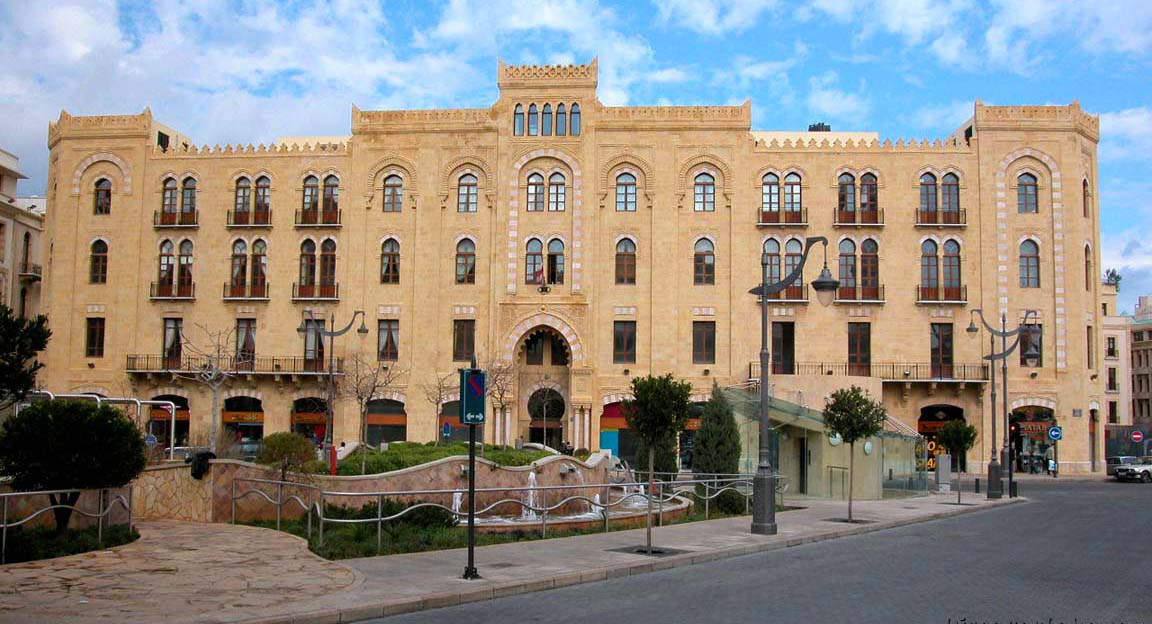
مبنى بلديّة بيروت في وسط المدينة.

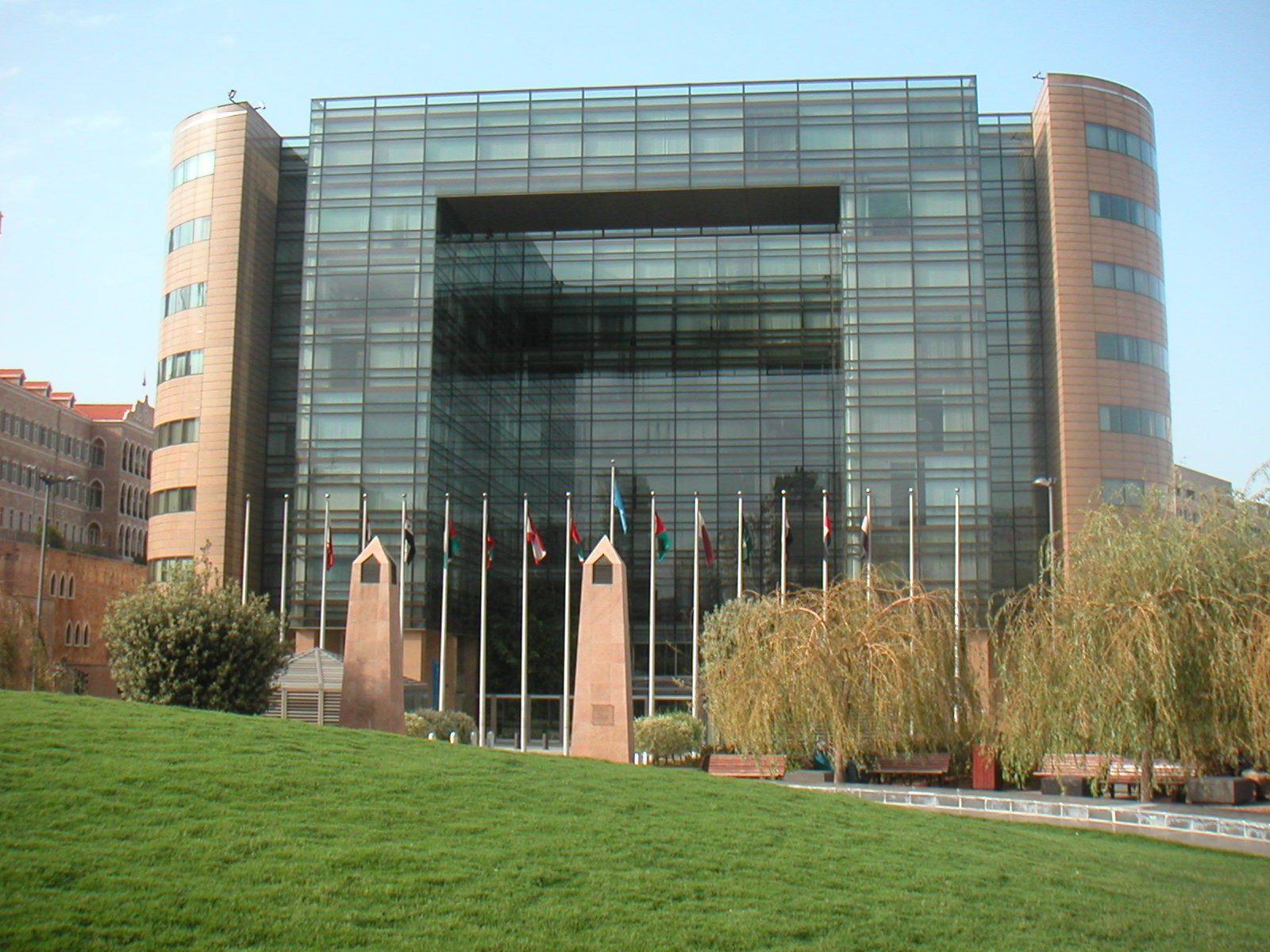
مركز الأمم المتحدة في بيروت.

يقع البرلمان اللبناني في العاصمة بيروت، وكذلك السراي الكبير، مقر الحكومة. تحوي بيروت أيضا جميع الوزارات ومعظم الإدارات الرسميّة، السفارات والقنصليات. بيروت هي إحدى المحافظات الستة اللبنانية، والخمسة الأخرى هي: البقاع، لبنان الشمالي، لبنان الجنوبي، جبل لبنان، والنبطية.

### بلديّة بيروت
تتكون بلدية بيروت من مجلس البلديّة ولجان ذلك المجلس. يتألف مجلس البلدية من رئيس البلدية ونائبه وأعضاء المجلس البالغ عددهم 24 شخصا. أما لجان المجلس فقد حدد القانون عددها بست عشرة لجنة هي: لجنة المناقصات، لجنة المال والإدارة، لجنة متابعة مقررات المجلس البلدي، اللجنة القانونية، لجنة الحدائق والصحة والبيئة، لجنة التخطيط والأشغال والأملاك والاستملاكات، لجنة الإعلام والعلاقات العامة، لجنة تسمية الشوارع والسير والإنارة والنقل، لجنة الشؤون الاجتماعية والثقافية والرياضية، ولجنة المؤسسات المصنفة. يشمل الجدول أدناه أسماء محافظو بيروت من عام 1936 إلى الوقت الحاضر: كامل عبّاس حميّة (1936 – 1941)، نقولا رزق الله (1946 – 1952)، جورج عاصي (1952 – 1956)، بشّور حدّاد (1956 – 1958)، فيليب بولس (1959 – 1960)، إميل ينّي (1960 – 1967)، شفيق أبو حيدر (1967 – 1977)، متري النمّار (1977 – 1987)، جورج سماحة (1987 – 1991)، نايف المعلوف (1992 – 1995)، نقولا سابا (1995 – 1999)، يعقوب الصرّاف (1999 – 2005)، ناصيف قالوش (2005 – 2014)، زياد شبيب (2014 –).

### المنظمات الدولية
تتخذ بعض المنظمات الدولية من بيروت مقرّاً لها، ومن ذلك لجنة الأمم المتحدة الاقتصادية والاجتماعية لغربي آسيا (الإسكوا، ESCWA) المتمركزة في وسط بيروت التجاري. وكذلك فهناك مكاتب إقليمية في المدينة لكل من منظمة العمل الدولية (ILO)، ومنظمة الأمم المتحدة للتربية والعلم والثقافة (اليونسكو، UNESCO)، والتي تغطي كافة أنحاء العالم العربي. بالإضافة لذلك، يقع المقر الرئيسي للاتحاد العربي للنقل الجوي (AACO) في بيروت أيضاً.

## التعليم

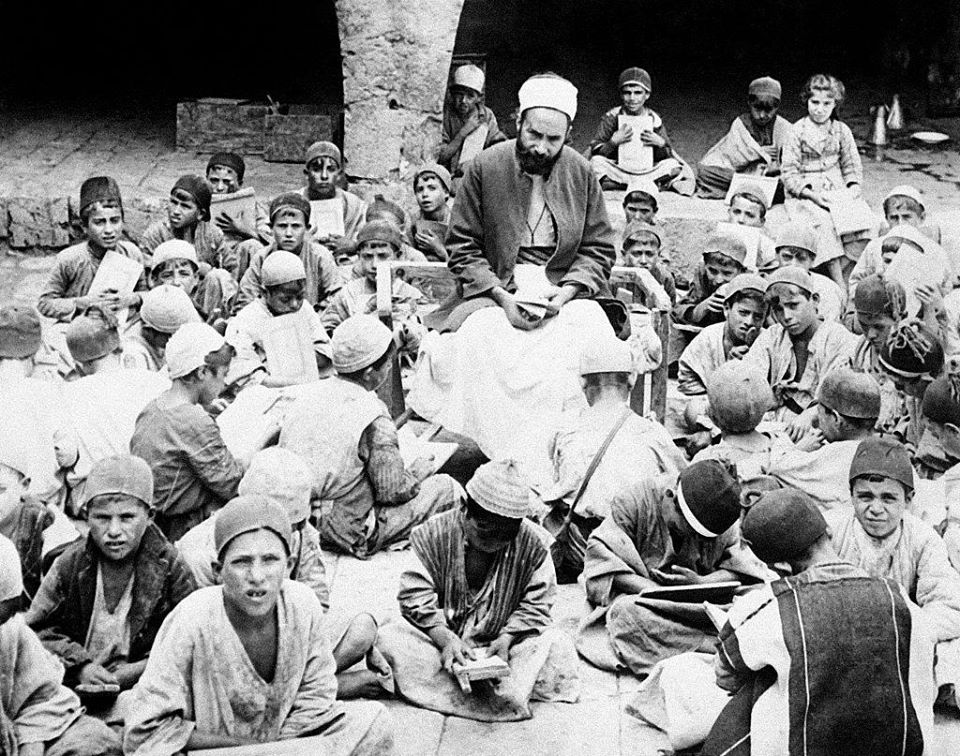
مجموعة من الطلاب يتلقون تعليمهم في مدرسة في بيروت عام 1931

### التعليم الأساسي

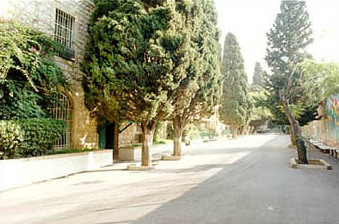
الحرم العلوي لمدرسة الإنترناشونال كولدج في رأس بيروت.

ينتشر في بيروت عدد من المدارس الخاصة، ومن أشهرها: الإنترناشونال كولدج، بيروت (الكليّة العالمية في بيروت، IC)، كلية لويس فاغمان، مدرسة الجالية الأميركية في بيروت، ثانوية الروضة، كلية السيدة الأرثوذكسية، الكلية الفرنسية البروتستانتية (بالفرنسية: Collège Protestant Français)، مدرسة القلب الأقدس - الجميّزة (بالفرنسية: Collège du Sacré-Coeur Gemmayzé)، الثانوية الفرنسية اللبنانية الكبرى (بالفرنسية: Grand Lycée Franco-Libanais). كذلك هناك بعض الجمعيّات الخيريةّ التي تُنشأ المدارس الخاصة مثل جمعية المقاصد الخيرية الإسلامية، والتي أنشأت عدّة مدارس خاصة في بيروت بقي منها 8 اليوم، ومن أهمها كلية المقاصد للبنات وكلية خالد بن الوليد.

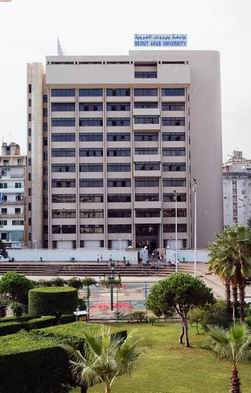
مبنى الحريري في جامعة بيروت العربية.

يعتمد انتقال الطالب إلى مرحلة التعليم العالي على حصوله على شهادة البكالوريا اللبنانية، ولكن يُقبل أيضا بالبكالوريا الفرنسية، باعتبار أنه تمت مساواتها بتلك اللبنانية، ويحصل الشخص على هذه الشهادة عن طريق نجاحه في امتحانات الثانوية العامة الرسمية. تعتبر البكالوريا الفنية أو المهنية بديلا عن تلك العادية بالنسبة لمن درس في المعاهد الفنية.

### التعليم العالي

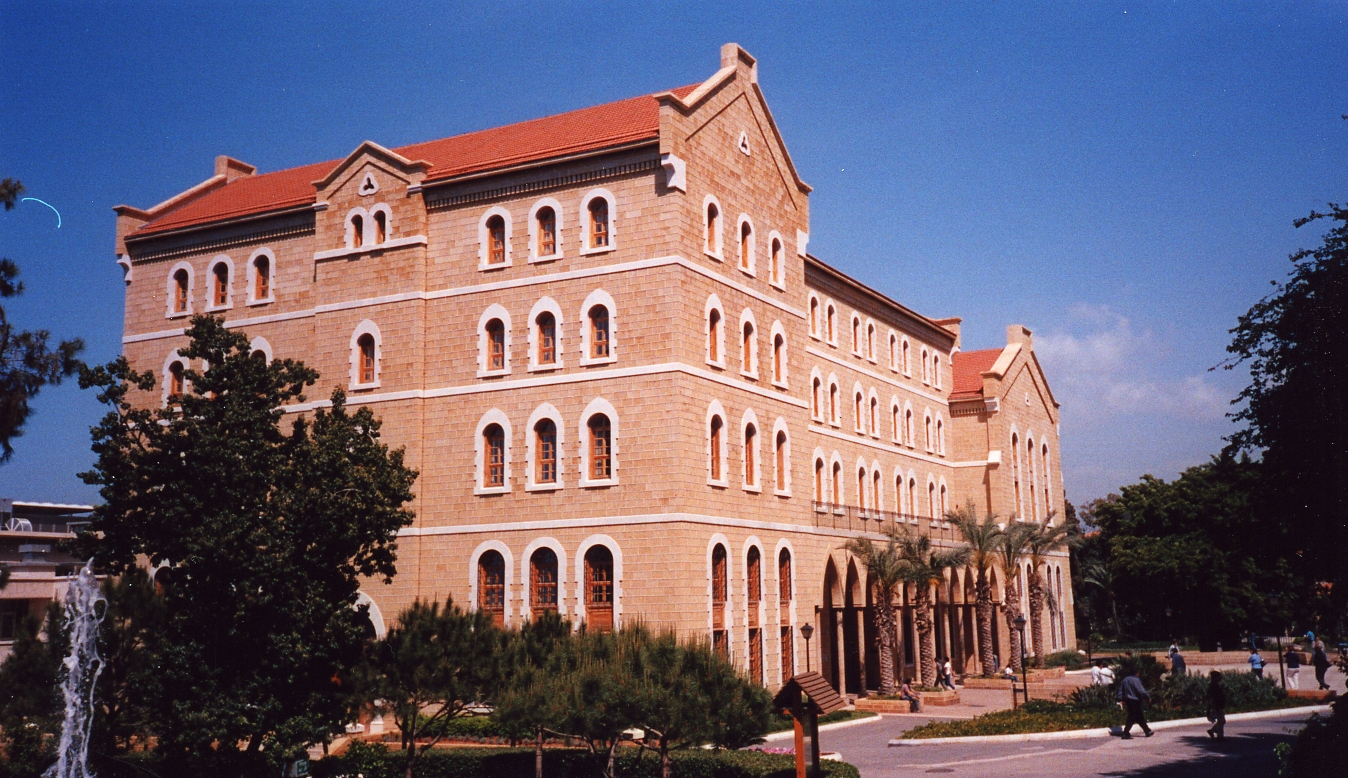
المبنى الرئيسي للجامعة الأميركية في بيروت (الكولدج هول).

يؤمن التعليم العالي في بيروت، وجميع أنحاء لبنان، عدد من المعاهد المهنية ومؤسسات التعليم العادي، مثل الكليّات الجامعية، المؤسسات الجامعية، والجامعات. ومن بين كل صروح العلم هذه المنتشرة عبر الدولة، فإن الجامعة اللبنانية هي مؤسسة التعليم العالي الرسميّة الوحيدة التي تقع في العاصمة. تُدار جميع الكليّات والجامعات في بيروت ولبنان من قبل وزارة التربية والتعليم العالي، ويعتبر الوزير المختص مسؤولا عن وضع البرامج التعليمية وتقرير موعد الامتحانات الرسميّة وصيانة هذه المؤسسات والحفاظ عليها بشكل عام.
هناك عدد كبير من الطلاب الأجانب الذين يكملون دراساتهم العليا في بيروت، وأكثرهم من الخليج العربي وسوريا والعراق، والبعض من إيران وأوروبا، وينبغي على أي أجنبي من الذين يرغبون بمتابعة تعليمهم العالي في لبنان أن يستوفي المؤهلات المطلوبة في اللبنانيين أنفسهم، فيجب أولا أن تكون شهادته الثانوية معادلة للبكالوريا اللبنانية كي يسمح له بالتسجيل في أي مؤسسة تعليم عالي. لا يخضع الطلاب الأجانب لأي نظام محاصصة، وتُقدم الحكومة المنح الدراسيّة ضمن نطاق الاتفاقات الثانئية التي عُقدت مع الدولة الأم للطالب الأجنبي أو الدولة التي يرغب الطالب اللبناني بالتعلّم فيها. وعند حصول أي لبناني أو أجنبي على شهادة أجنبية، فإنه يجب التصديق عليها من قبل السفارة اللبنانية في ذلك البلد ووزارة الخارجية في لبنان، ومن ثم يبقى على الأجنبي المرشح للدخول في المؤسسة التعليمية أن يذهب بنفسه ومعه المستندات المطلوبة لإكمال إجراءات التسجيل في الجامعة أو المعهد الذي ينشده.
تعتبر بيروت مركزا لبعض أهم وأشهر الجامعات في الشرق الأوسط، مثل الجامعة الأميركية في بيروت، جامعة القديس يوسف، المعهد العالي للأعمال، والجامعة اللبنانية الأميركية، وبعض الجامعات والكليّات ذات الأهمية المحلية مثل جامعة بيروت العربية، والجامعة الأميركية للعلوم والتكنولوجيا.

## العمران

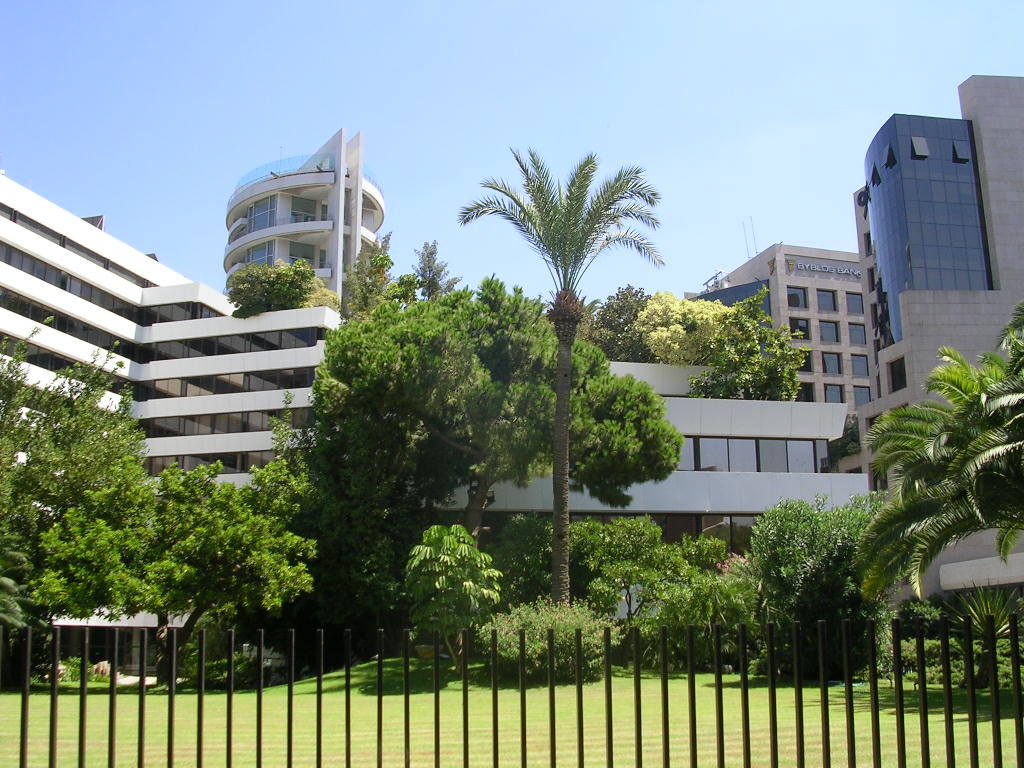
مبنى حديث في حي الأشرفية ببيروت.

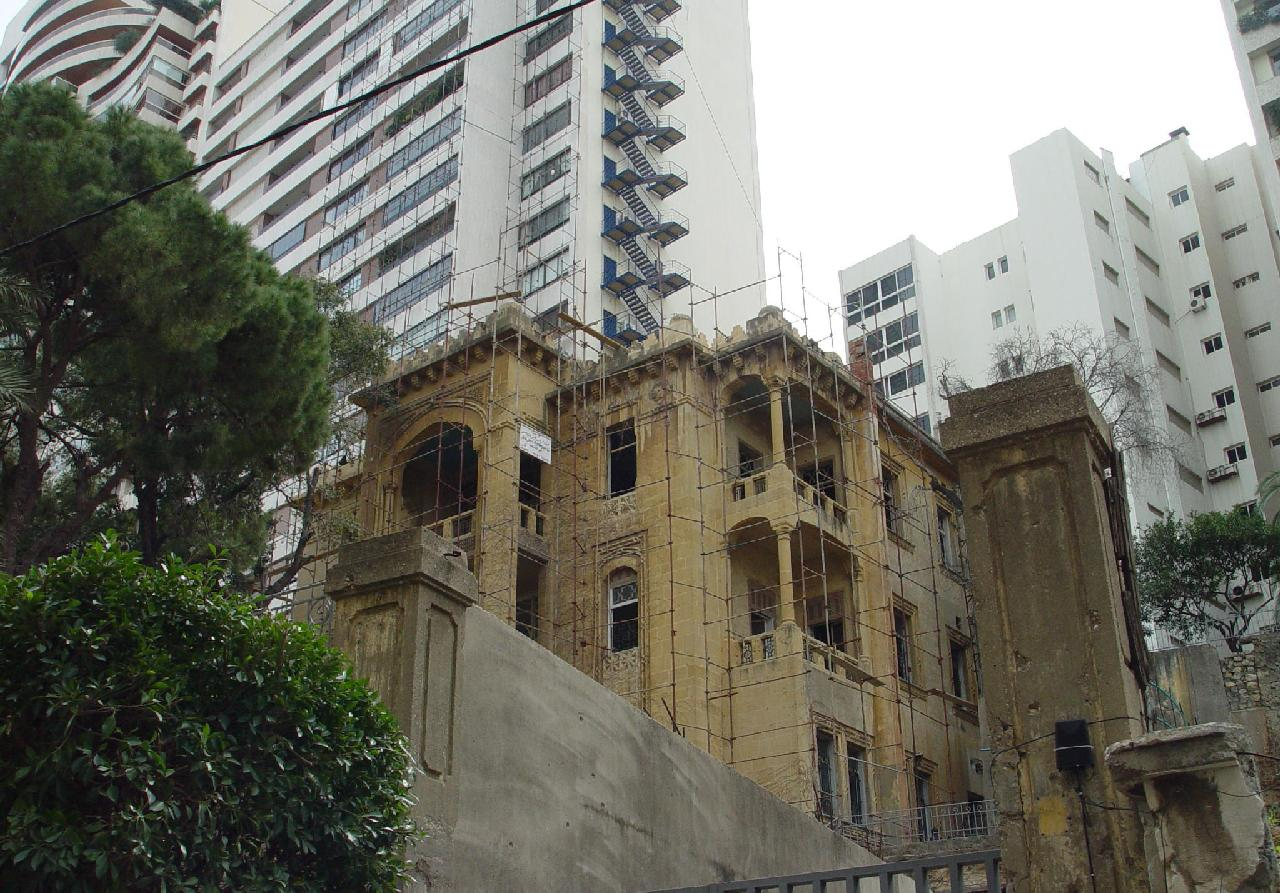
مبنى قديم برسم الترميم يقع في حي الأشرفية.

إن النظام المعماري في بيروت في العهد العثماني يعتبر من أجمل ملامح التراث البيروتي واللبناني والعربي والعثماني، وتشهد الآثار العُثمانيّة المتبقية من منازل ودور وقصور وسرايات وثكن ومدارس ومساجد، جمال وروعة هذا التراث. وعلى سبيل المثال فإن النشاطات الاقتصاديّة كانت ممثلة بالأسواق التجاريّة والصناعيّة والحرفيّة، من بين هذه الأسواق على سبيل المثال والتي كانت قائمة منذ العهد العُثماني: سوق الأساكفة، سوق البازركان، سوق العطارين، سوق الحدادين، وكثير غيرها. كانت بيوت البيارتة في تلك الفترة متواضعة بشكل عام، سقوفها مدعمة بالجسور الخشبيّة، وكان يصعد إلى الطابق العلوي بواسطة سلم حجر داخلي وسلم حجر خارجي، علماً أن بعض البيوت الأخرى كانت سلالمها مصنوعة من الأخشاب، أما المساطب فكانت نمطاً معمارياً تقليدياً موجود أمام بيوت بيروت كافة، كما وجدت في بيروت القديمة وفي ضواحيها القريبة بعض البيوت المتواضعة التي بنيت كلها من الخشب، وكانت تبطن الجدران الخشبية بصفائح من القصدير أو الزنك لمنع الهواء من الدخول إلى المنازل.

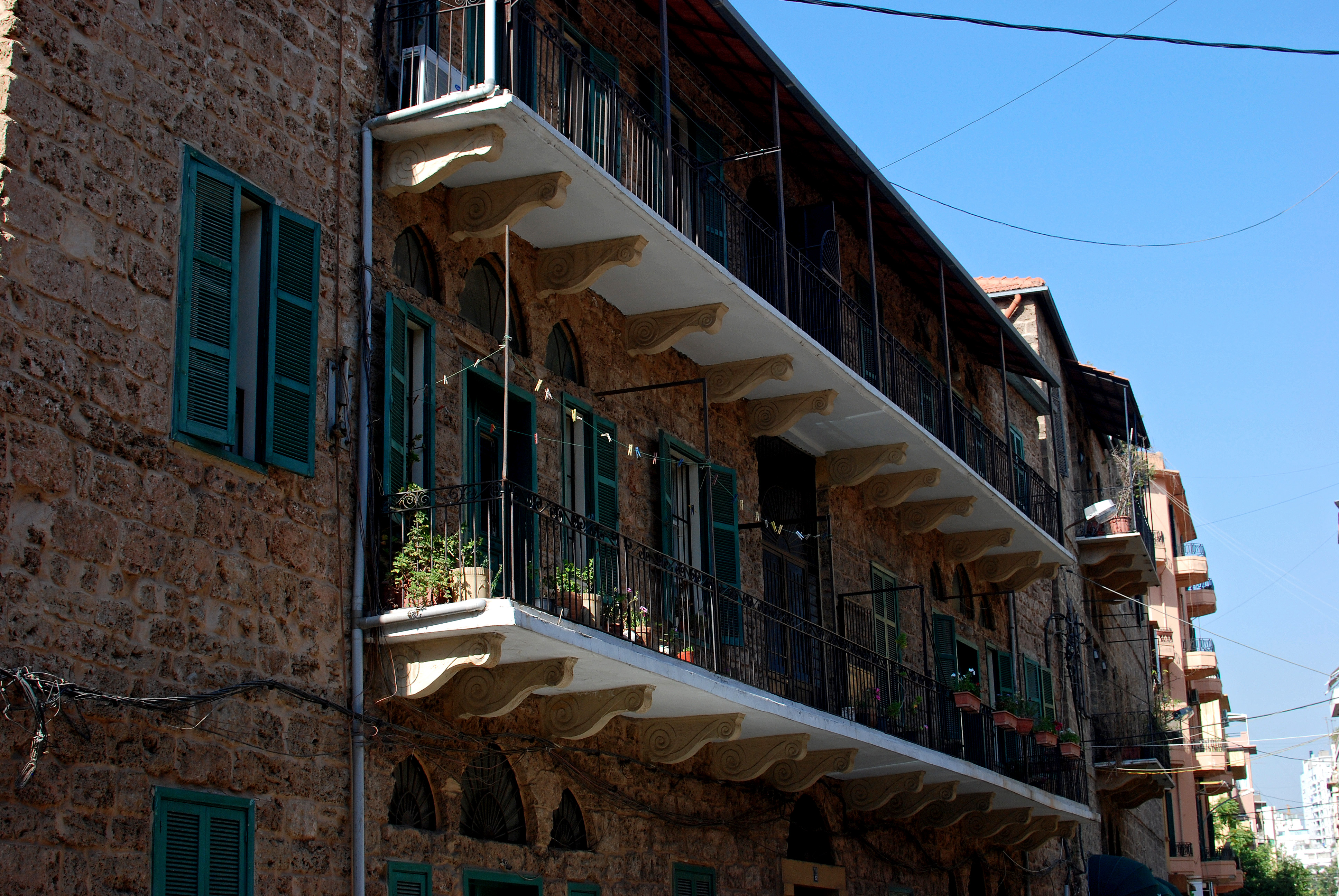
مبنى تراثي قديم في بيروت.

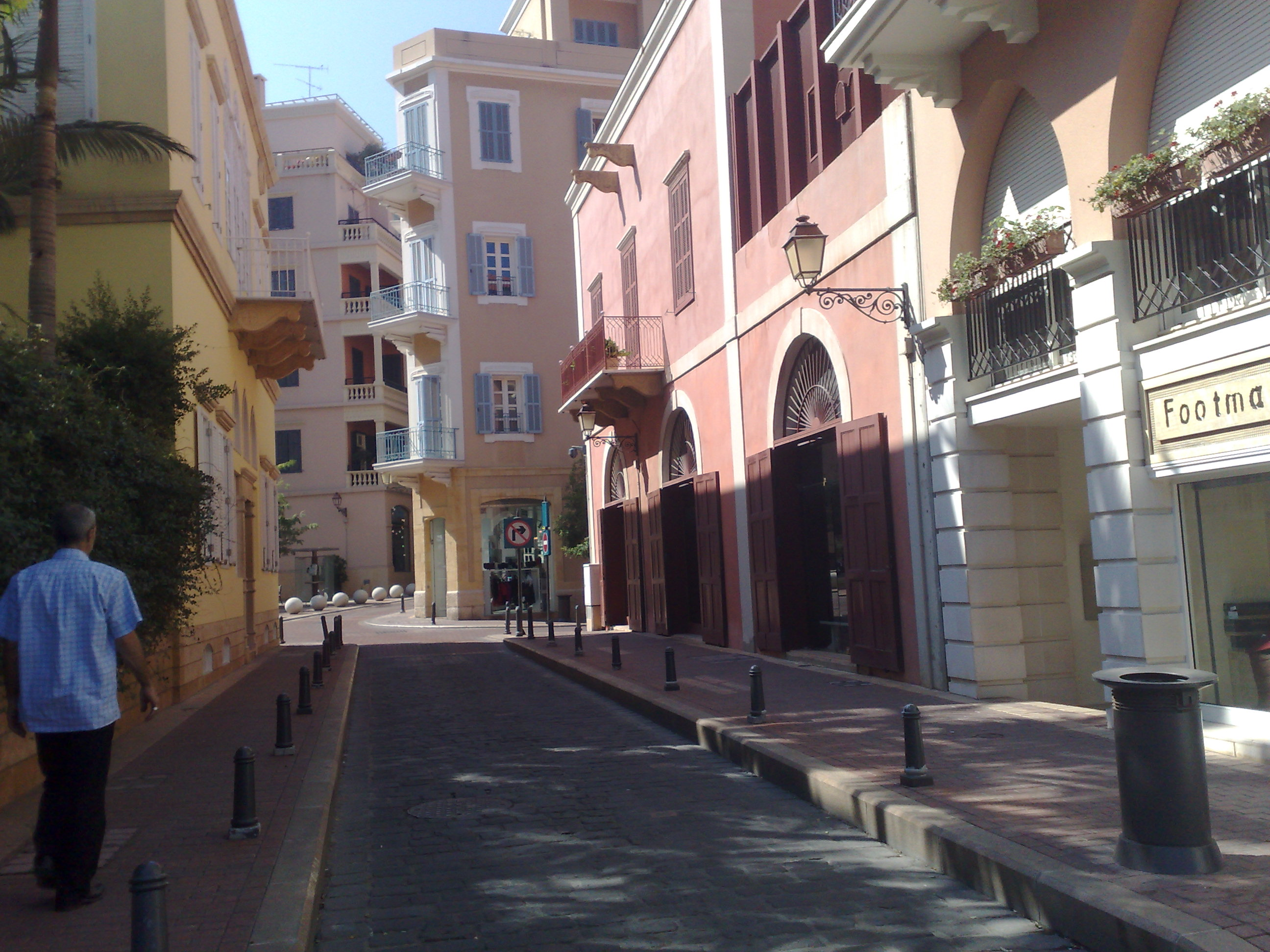
إحدى الشوارع ذات المباني القديمة التي تمّ تحديثها في وسط بيروت التجاري.

وبشكل عام فإن بيروت في القرن التاسع عشر كانت تتميز بمنازل سقوفها من القرميد الأحمر الموضوع فوق السقوف الخشبية، وبغرف واسعة ذات سقوف عالية، وإيوان جميل متسع يُسمّى المنزول وهو ما يُعرف حاليّا بالصالون أو غرفة الاستقبال. وكان يتخلل المنازل شبابيك شرعيّة، وفتحات زجاجيّة مرتفعة مصنوعة من الزجاج الملون وفي غالبية منازل بيروت شرفات في الطابق الأول، في أعلاها فتحات زجاجيّة مصنوعة من الزجاج الملّون، كما يتخلل الغرف بعض فتحات التهوئة، وكانت المنازل البيروتيّة تضّم عادة عليّة التي تُعرف محليا باسم «المتخّت» أو «التتخيتة» التي يعلوها عادة القافعة التي يصعد منها إلى سطح المنزل، حيث السطيحة التي يظللها العرزال ومسابك زهور الفل والزنبق والرياحين والياسمين.
وفي فترة لاحقة تأثر البيروتيين بنمط العمارة الأوروبي، فأخذت البيوت ذات طابع العمارة الإيطالية والفرنسية تنتشر بالمدينة شيئا فشيئا حتى استبدلت الكثير من المباني ذات الطابع العربي أو العثماني. وفي فترة لاحقة، ومع ازدياد الكثافة السكانية، أخذ الناس يبنون العمارات المتعددة الطوابق فحلت مكان معظم الأبنية التقليدية لدرجة أن أي حي سكني به عمارة قديمة من أيام العثمانيين والفرنسيين تصنفه البلدية على أنه «حي ذو طابع تراثي». وبعد انتهاء الحرب الأهلية، قامت شركة «سوليدير» بإعادة بناء وسط المدينة المدمر، فبنت معظم المناطق السكنية في تلك المنطقة على الطراز الأوروبي.

## معالم المدينة
| صخرة الروشة تقع صخرة الروشة بالقرب من شاطئ المنطقة التي تحمل اسمها "الروشة"، وهي تعتبر أقصى نقطة غربية في بيروت. تعد الصخرة مقصدا بارزا للسائحين واللبنانيين على حد سواء، وتقوم على الشاطئ المقابل لها أعداد كبيرة من المطاعم والمقاهي. يقول بعض المؤرخين أن كلمة "روشة" تجد أصلها في الكلمة الآرامية "روش" التي تعني "رأس"، بينما يقول أخرون أن الاسم إنما هو تحريف للفظ "روشية، roché" الفرنسي، والذي يعني "صخرة". | صخرة الروشة                                    |
| تمثال الشهداء تمثال الشهداء، أو نصب الشهداء التذكاري، هو نصب يقوم في وسط ساحة الشهداء بوسط بيروت، لتخليد ذكرى الشهداء اللبنانيين الذين شنقهم الأتراك بتاريخ 6 مايو 1916 بتهمة التآمر على الدولة العثمانية والتعامل مع أعدائها، في نفس الساحة التي يقوم بها التمثال اليوم، وكانوا قرابة 16 شخصا منهم: فليب وفريد الخازن، الشيخ أحمد طبارة، عمر حمد، وغيرهم. | تمثال الشهداء.                                 |
| قصر سرسق قصر سرسق، أو متحف سرسق، هو قصر أثري لبناني بناه نقولا سرسق في عام 1910. يقع على هضبة حي الأشرفية في مدينة بيروت. وهب صاحبه القصر بعد وفاته في سنة 1952 إلى بلدية بيروت، على أن يتحوّل متحفاً للفنون الحديثة كما ذكر في وصيّته. فتح المتحف أبوابه للعموم سنة 1961، وهو يضم الآن مجموعة قطع وأعمال فنية إسلامية، وأدبية لعدد من الفنانين العالميين واللبنانيين. | قصر سرسق.                                      |
| مسجد محمد الأمين أو مسجد خاتم الأنبياء، هو أكبر مسجد في بيروت ولبنان، قام بتشيده رئيس وزراء لبنان السابق، رفيق الحريري، لكنه لم يكتمل إلا بعد رحيل الأخير. شـُيّد المسجد على مساحة تفوق 10 آلاف متر مربع، وطليت قببه باللون الأزرق وترتفع منه أربع مآذن يمكن رؤيتها من مختلف أنحاء بيروت، كما هي الحال مع جميع المساجد ذات النمط العمراني العثماني. افتتح بتاريخ 17 أكتوبر 2008. |                                                |
| تمثال رياض الصلح تمثال رياض الصلح، أول رئيس وزراء للبنان في عهد الاستقلال، يقع في وسط بيروت التجاري بالقرب من مقر الأمم المتحدة، في المنطقة التي تحمل اسمه "رياض الصلح"، وهي ذات المنطقة التي كانت تشكل حدود بيروت في القرن التاسع عشر حيث كان يقع سور المدينة هناك. | تمثال رياض الصلح.                              |
| برج ساعة الحميدية برج ساعة الحميدية أو برج الساعة العثماني، هو بناء يقع في ساحة النجمة بالقرب من البرلمان اللبناني. بُنيت الساعة في عهد السلطان عبد الحميد الثاني سنة 1897م، وكان المشروع نتاج أفكار والي بيروت رشيد بك وهو المشروع الأول من نوعه في الفن المعماري العربي في ذلك الوقت وكان الهدف من بناء هذه الساعة تبيين النهضة والفن المعماري في عهد السلطان بالإضافة للتعريف بالأوقات. | برج الساعة                                     |
| الجامع العمري الكبير هو أحد أقدم المساجد في بيروت ولبنان، وقد أطلق عليه هذا الاسم تكريماً للخليفة عمر بن الخطاب. كان في الأصل معبدا وثنيا وهيكلا بناه الإمبراطور الروماني فيليب في القرن الثالث قبل الميلاد، ثم تحول إلى قلعة عسكرية ثم إلى مركز علمي قبل أن يُبنى على أنقاضه كنيسة خلال الحروب الصليبية سنة 1110م عُرفت باسم كنيسة مار يوحنا المعمدان. تسلمه المسلمون في عهد صلاح الدين الايوبي من الصليبيين. جدد بناؤه حاكم بيروت زين الدين عبد الرحمن الباعوني سنة 764هـ. وادخل عليه فن البناء والهندسة الإسلامي. | الجامع العمري الكبير.                          |
| حديقة الجامعة الأميركية تقع هذه الحديقة بداخل حرم الجامعة الأميركية في بيروت، وهي ليست مخصصة للعموم، فهي جزء من الجامعة وعلى هذا فلا يدخلها سوى الطلاب والأساتذة. تعتبر الحديقة مهمة بالنسبة للمدينة لأنها المتنفس الأساسي لها والمنقي الأول لهوائها، مما جعل البعض يدعوها "الغابة الأخيرة في بيروت". تتألف الحديقة من مجموعة أشجار بلدية وأجنبية من شاكلة تين البنغال، شجرة المطاط، نخيل البلح، الأرز اللبناني، الصنوبر الحلبي، الصنوبر الجوّي، وغيرها من الأشجار والنباتات. | جانب من حديقة الجامعة الأميركية في بيروت.      |
| أبراج الواجهة البحرية أبراج المارينا، أو أبراج الواجهة البحرية، هي مشروع سكني ضخم شبه منتهي، وهو يقع بالقرب من الحوض البحري لبيروت، وهو عبارة عن مبنى سكني ضخم، برج بحري، مبنيين سكنيين متوسطي الارتفاع، قصر، وحديقة. بُنيت أبراج مشروع المارينا على مساحة 7,000 متر مربع، ويبلغ ارتفاع البرج الرئيسي 150 مترا مما يجعله أطول مبنى في لبنان. | أبراج الواجهة البحريَّة (المارينا) في رأس بيروت. |
| كاتدرائية مار جاورجيوس للروم الأرثوذكس بُنيت هذه الكاتدرائية على أنقاض كنيسة بيزنطية، وبناؤها الحالي يعود تاريخه، بمعظمه، إلى القرن الثامن عشر، وقد تمّ إعادة ترميمها من قبل شركة سوليدير بعد أن عانت من أضرار كبيرة أثناء الحرب الأهلية اللبنانية. في داخل الكنيسة أيقونة فنيّة تعتبر بمثابة محورها، وهناك عدد من الجداريّات والأيقونات الأخرى أيضا التي تستقطب اهتمام الناس. تفتح الكاتدرائية أبوابها للزوار يوميّا عندما لا يكون هناك أي شعائر دينية مقامة. تقع في الجهة الجنوبية الشرقية من ساحة النجمة بوسط بيروت. | كاتدرائية مار جاورجيوس في وسط بيروت.           |
| متحف روبير معوض الخاص يقع المتحف الخاص لروبير معوض في وسط بيروت التجاري، وهو يحوي عددا من التحف الفنية الشرقية والغربية من الكتب القديمة النادرة، الأواني الخزفية والفخارية، أجزاء من أعمدة البناء التاريخية، الأسلحة القديمة، البسط معقدة الحياكة، وقطع مجوهرات وأحجار كريمة ثمينة. بُني هذا القصر على الطراز المعماري الشرقي من قبل هنري فرعون عام 1911، بالقرب من السراي الكبير، وأحيط بأعمدة ولوائح خشبية تعود للقرن الرابع عشر وصولا إلى التاسع عشر. | الوجهة الخارجية لمتحف روبير معوض.              |
| أعمدة حديقة السماح هي عبارة عن مجموعة من الأعمدة الرومانية التي ما زالت منتصبة منذ العهد الروماني في بلاد الشام. تقع هذه الأعمدة في وسط بيروت التجاري في مواجهة مبنى العازارية وبالقرب من مسجد محمد الأمين وكاتدرائية مار جرجس المارونية، في أرض مستواها ينخفض بصورة ملحوظة عن مستوى الشارع العام، بحيث يمكن للناظر من الشارع أن يقف بموازاة رأس العمود. موقع الأعمد مليء أيضًا بالآثار الإسلامية الأموية والعباسية والمملوكية والعثمانية، وبالآثار الفرنسية التي تعود لعهد الانتداب. من المخطط إنشاء حديقة في هذا الموقع إلى جانب الأعمدة سيُطلق عليها تسمية "حديقة السماح"، لتجسد وحدة المدينة والتعايش بين أبنائها، لا سيما وأن هذا الموقع كان هو الخط الفاصل بين المليشيات الإسلامية والمسيحية المتنازعة، خلال الحرب الأهلية اللبنانية. ومن المقرر زرعها بأشجار اليوضاس، أو أشجار يهوذا، وأشجار الزيتون، والحمضيات. | أعمدة حديقة السماح.                            |
| حديقة ونصب رفيق الحريري حديقة ونصب رفيق الحريري التذكاري هي ساحة تقع بين خليج السان جورج وفندق إنتركونتينانتال فينيسيا، في ذات الموقع حيث اغتيل رفيق الحريري وعدد من رفاقه في 14 فبراير سنة 2005. انتهى العمل على هذه الحديقة خلال شهرين فقط، وافتتحت سنة 2008، في الذكرى الثالثة لمقتل الحريري. وإلى جانب تمثال رفيق الحريري هناك عمود برونزي يصدر منه كل يوم في تمام الساعة 12:55 - ساعة مقتله - النشيد الوطني اللبناني يرافقه صوت الأذان وأجراس الكنائس طيلة خمس دقائق. | الحديقة والنصب التذكاري لرفيق الحريري.         |

## المواصلات
إن استعمال وسائل المواصلات حاجة ضرورية يومية بالنسبة لكل من يسكن المدينة أو خارجها، على الرغم من صغر حجمها. تُقسّم وسائل النقل في بيروت إلى مواصلات برية، بحرية، وجويّة.

### المواصلات البرية

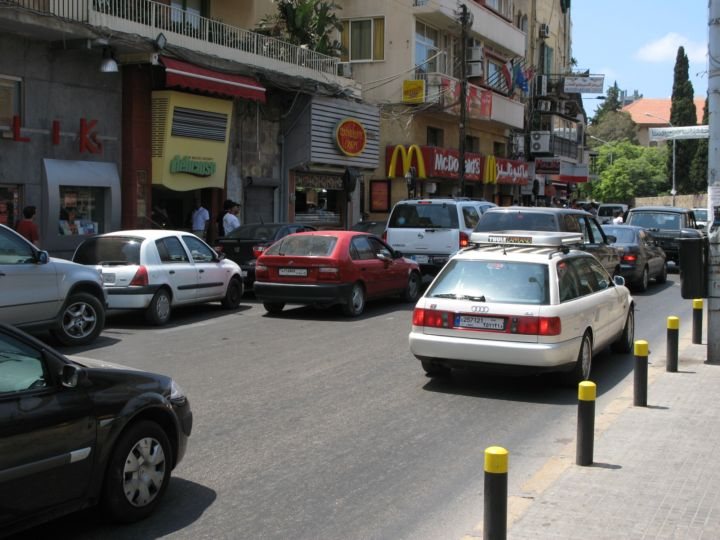
شارع بِلس، أحد أكثر شوارع العاصمة اللُبنانيَّة ازدحامًا.

تتصل بيروت بغيرها من المدن اللبنانية والمدن السورية الرئيسيّة، عن طريق الحافلات التي يتبع كل منها شبكة طرقات معينة في تنقله. وتتمركز الحافلات التي تنقل الركاب إلى شمال لبنان وسوريا في محطة شارل حلو الواقعة في شمال بيروت. وفي بيروت شركتين رئيسيتين تقدم خدمات النقل للمواطنين: الأولى هي الشركة اللبنانية للمواصلات (LCC)، وهي شركة خاصة تؤمن النقل بداخل المدينة وبعض الضواحي، وهي تتبع 10 طرقات رئيسيّة تغطي معظم المنطقة المركزية لبيروت. أما الشركة الثانية، فهي مصلحة سكك الحديد والنقل المشترك، وهي شركة عامّة، تتبع حافلاتها 12 خطّا رئيسيّا في المدينة.
بالإضافة إلى الحافلات، التي تستخدمها طبقة واسعة من الشعب وخصوصا أبناء الطبقات الفقيرة بسبب التعرفة البخسة، تنتشر في بيروت سيارات الأجرة والسرفيس، والأخيرة عبارة عن أجرة أرخص بكثير من الأجرة العادية، وتعرفتها محددة مسبقا، وهي تصل حاليّا في بيروت إلى 100,000 ليرة لبنانية، والغالب أن يستقل الناس سيارة الأجرة باعتبار أنها «سرفيس»، ولتفادي أي سوء تفاهم فقد جرت العادة على أن يخبر الراكب السائق بالمكان الذي يقصده، فإذا كان بعيدا تعتبر الأجرة عاديّة، وإن كان ضمن حدود المدينة تعتبر «سرفيس». كذلك تُستعمل الميكروباصات في نقل الأفراد من بيروت إلى بعض البلدات والقرى والمدن اللبنانية.
وفي فترة سابقة، كان الترامواي أيضا يؤدي خدمة النقل بداخل المدينة، وقد جرى الاحتفال بتدشين خط الترامواي ببيروت في شهر سبتمبر سنة 1907 بمناسبة المولد السلطاني للعام الثامن والتسعين، وكان ذلك في عهد الوالي إبراهيم خليل باشا.، وتوقف العمل به في مايو 1964، بعد أن أصدرت الحكومة قرارها بذلك، وسيّرت الحافلات بدلا منه، بعد أن درّبت سائقي الترامواي على قيادة السيارات الجديدة.

### المواصلات البحرية

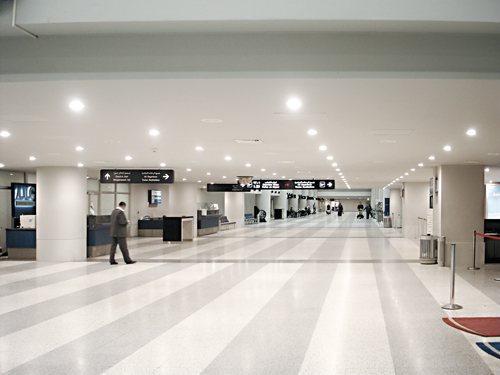
داخل مطار بيروت رفيق الحريري الدولي.

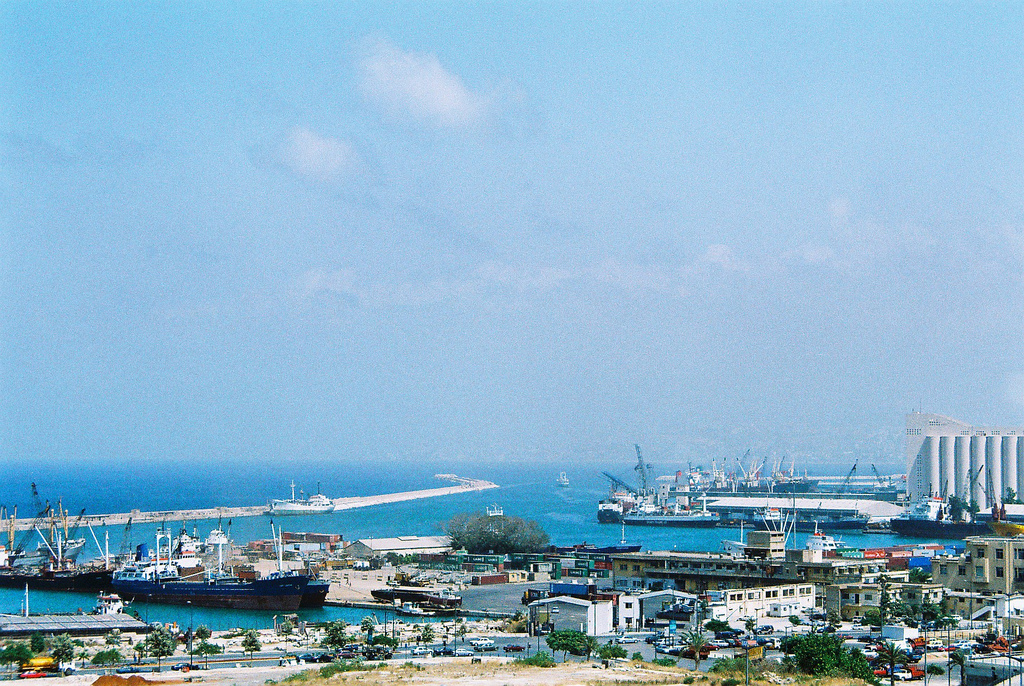
مرفأ بيروت.

إن مرفأ بيروت هو أكبر مرافئ لبنان وأحد أهم المرافئ الواقعة شرق البحر المتوسط، وهو فضلا عن استقباله المراكب والسفن التجارية، يستقبل العبّارات التي يمكن الانتقال فيها من وإلى قبرص والمرافئ اللبنانية الأخرى بالإضافة للمرافئ السورية والمصرية وغيرها من المرافئ المجاورة.

### المواصلات الجويّة
يقع مطار بيروت رفيق الحريري الدولي في الضاحية الجنوبية للمدينة، ويتصل بوسط العاصمة عبر طريق المطار. وقد تم افتتاحه سنة 1954، وفي هذه الفترة كان يُعرف بمطار بيروت الدولي، وقد تعرض المطار على مر السنين لعدد من العوائق كان أبرزها الحرب الأهلية اللبنانية التي أوقفت جميع عمليات السفر تقريبا وأدت لتدمير منشآته وتوقفه عن العمل، وبعد انتهاء الحرب قام رئيس الوزراء آنذاك، رفيق الحريري بإعادة بنائه، وبعد استشهاد الأخير سُمي المطار على اسمه. يتعامل المطار مع 47 شركة طيران عربية وعالمية و8 شركات شحن جوي.

## الثقافة

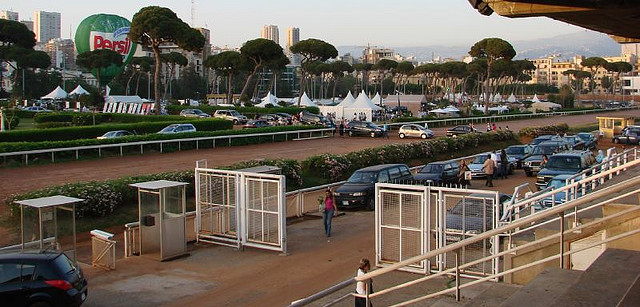
معرض الحدائق ومهرجان الربيع، أحد الأحداث الثقافية السنوية التي تُقام في مضمار سباق الخيل ببيروت.

تعتبر ثقافة بيروت الحالية مزيجا من ثقافات متنوعة ومتعددة لمختلف الشعوب والحضارات التي مرّت على المدينة، بما فيها اليونانيون والرومان (ثقافة حوض البحر المتوسط)، العرب والأتراك (ثقافة عربية إسلامية)، والفرنسيون (ثقافة أوروبية). يُعتقد أن مدرسة الحقوق التي أنشأت في المدينة أيام الإمبراطورية الرومانية كانت أول مدرسة قانون في العالم. إن تاريخ الكوسموبوليتية هذا يعد مصدر فخر للبنانيين عموما والبيروتيين خصوصا.
استضافت بيروت قمة الفرانكوفونية وجامعة الدول العربية سنة 2002، وحفل تقديم جائزة ألبير لوندر، الذي يقدم جوائز للصحافيين الفرانكوفونيين المميزين كل سنة. استضافت المدينة أيضا الألعاب الفرانكوفونية في عام 2009. تعتبر بيروت عاصمة الكتاب العالمية للأمم المتحدة لسنة 2009، تقديرا لغناها الثقافي.

### اللكنة
اللكنة البيروتية هي إحدى فروع اللهجة اللبنانية. وهي لكنة عربية أصيلة ما تزال ملامحها وصفاتها متجذرة حتى اليوم في المجتمع البيروتي، ويُلاحظ أن اللهجات المغاربية تبرز بين الحين والآخر في اللكنة البيروتية لا سيما اللهجة التونسية، ولهجة الشلوح سكان بلاد السوس وجبال الأطلس في المغرب الأقصى، ولهجة تمازرت وهي لهجة سكان الأطلس المتوسط، واللهجة الزناتية لهجة سكان الريف في الشمال، فضلاً عن لهجات الجزائر وليبيا. علمًا أن الكثير من ملامح اللكنة البيروتية بدأت تزول بسبب «التفرنج» في الكلام، ومع اقتحام العادات والتقاليد الغربية المنازل والشوارع والأسواق والمدارس والجامعات، وأجهزة الإعلام المتنوعة. ومن سمات لهجة العائلات البيروتية على سبيل المثال: تحويل السين صادًا، مثل: البسطة == البصطة، وتحويل الجيم إلى شين، مثال ذلك: الحرج = الحرش، اجتماع == اشتماع. فضلاً على أن اللهجة الخليجية التي انتقلت مع الفتوحات الإسلامية إلى المغرب العربي ثم ارتدت مجددًا إلى المشرق تظهر واضحة في أسماء بعض العائلات، مثل: بعيون؛ أي: أبو العيون، من با عيون.

### المتاحف

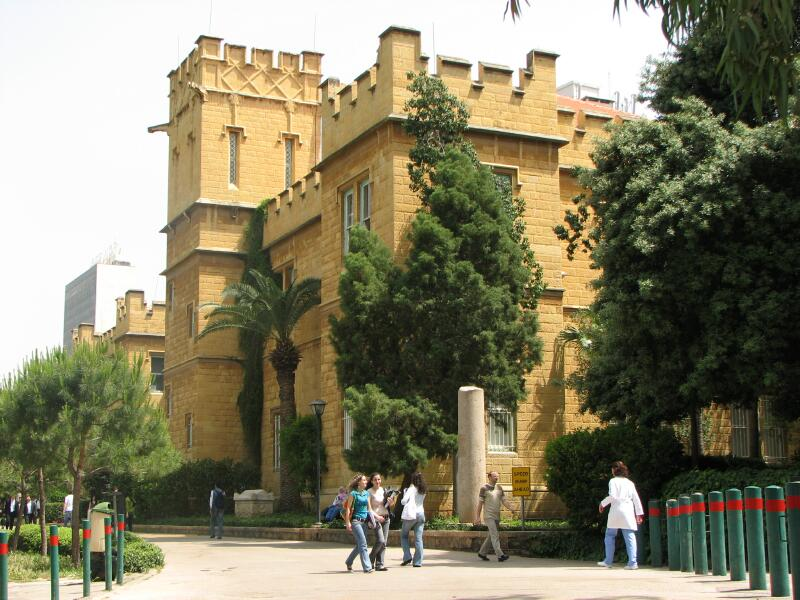
متحف الجامعة الأميركية في بيروت.

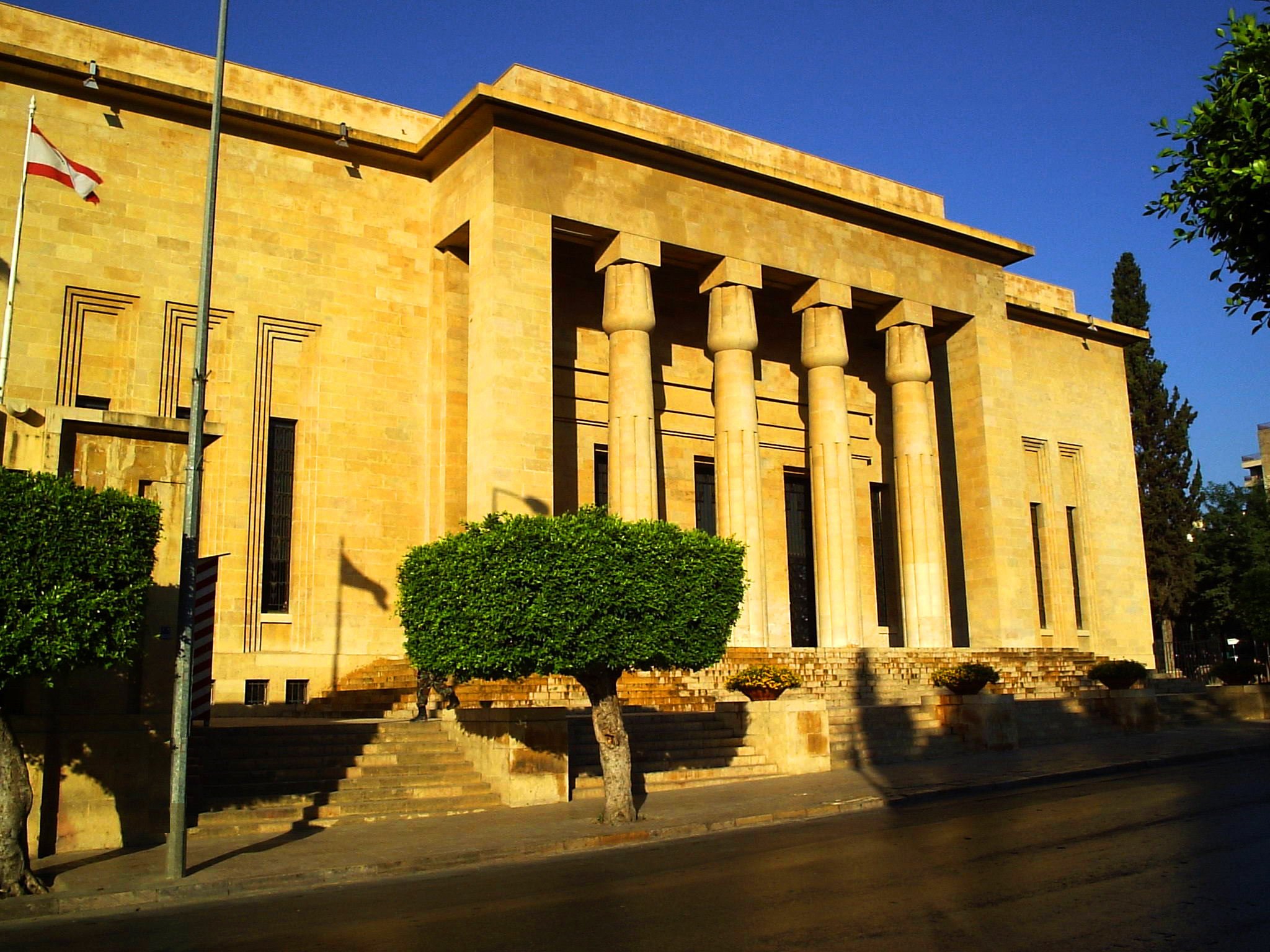
متحف بيروت الوطني.

يعتبر متحف بيروت الوطني المتحف الأساسي للأثار في لبنان، وهو يحوي قرابة 1300 قطعة حرفية أثريّة يتراوح تأريخها من فترة عصور ما قبل التاريخ وصولا إلى العهد المملوكي في العصور الوسطى. وبالإضافة للمتحف الوطني، يعتبر متحف الجامعة الأميركية في بيروت للأثار ثالث أقدم متحف في الشرق الأوسط، وهو يعرض مجموعة كبيرة من الحرفيات التي عُثر عليها في لبنان وبعض الدول المجاورة.
كذلك يوجد متحف سرسق أو قصر سرسق الذي يحوي اليوم أكثر الأعمال الفنية شهرة في بيروت، وهي تتمثل في مجموعة من المنحوتات اليابانية وعدّة أعمال فنية إسلامية، كما ويستضيف هذا المتحف معارض مؤقتة خلال السنة. وبالقرب من السراي الكبير يقع متحف روبير معوّض الخاص الذي تُعرض فيه المجموعة الخاصة بهاوي الفن والسياسي اللبناني هنري فرعون، من تحف وقطع أثرية. كما ويوجد متحف علمي خاص بالأطفال هو «بلانت ديسكفري» (كوكب الاكتشاف)، وفيه عدد من المعارض والتجارب والحرفيات، ويؤمن الإرشادات والتعليمات المناسبة لتثقيف الأولاد.

### الإعلام
إن بيروت هي المركز الأساسي في لبنان لشركات التلفزة، والمطبوعات الصحفية، ودور نشر الكتب. تشمل القنوات التلفزيونية في المدينة: تلفزيون لبنان، المؤسسة اللبنانية للإرسال، تلفزيون المستقبل، قناة MTV، قناة الجديد، قناة المنار، قناة ANB، وقناة NBN. أما الصحف فتشمل: جريدة النهار، السفير، المستقبل، الأخبار، جريدة البلد، الديار، الأنوار، الشرق، صحيفة L'Orient Le Jour الفرنسية، وصحيفة Daily Star الإنكليزية. تعتبر بيروت أيضا إحدى محوريّ الإعلام الرئيسيين في العالم العربي، والثانية هي مصر.

### الرياضة

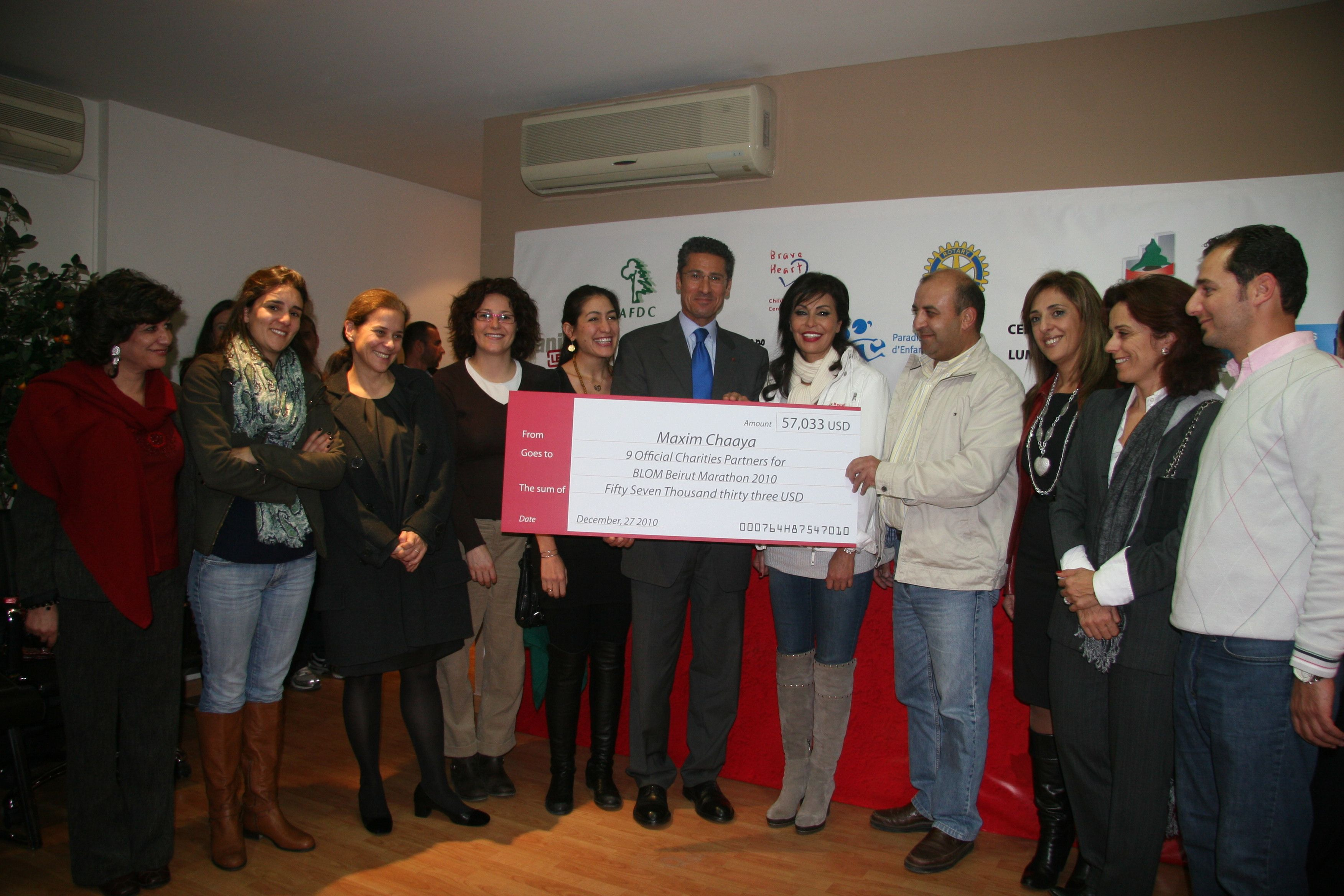
أعضاء جمعية ماراثون بيروت.

استضافت بيروت، إلى جانب طرابلس وصيدا، كأس آسيا في كرة القدم لسنة 2000. هناك ملعبين أساسيين لكرة القدم في المدينة وهما: ملعب المدينة الرياضية، وملعب بيروت البلدي. تتخذ 8 فرق كرة قدم من الدوري اللبناني بيروت مركزا لنواديها، وهي: نادي النجمة اللبناني، نادي الأنصار، الحكمة، العهد، المبرّة، الصفاء، الراسينغ بيروت، وشباب الساحل. بالإضافة لذلك هناك فرقيّ كرة سلة من بيروت، نادي الرياضي، ونادي الحكمة، الذان يُشاركان دوما في الدوري اللبناني لكرة السلة والبطولات العربية والإقليمية.
تقام في بيروت أيضا أعداد أخرى من الأنشطة الرياضية، منها ماراثون بيروت السنوي، الكرة الطائرة، سباق خيل أسبوعي في ميدان سباق المدينة، بالإضافة لدورات غولف وكرة المضرب تقام في نادي الغولف في بيروت. ومؤخرا أنشأ دوري للرغبي في لبنان، واتخذت 3 فرق من أصل 5 بيروت مقرا لنواديها، وهي: AUB Wolves (ذئاب الجامعة الأميركية في بيروت)، LAU Immortals (خالدوا الجامعة اللبنانية الأميركية)، وUSJ Saints (قديسي جامعة القديس يوسف). تعتبر بيروت مرشحة محتملة لاستضافة الألعاب الأولمبية الصيفية لسنة 2024، ومن المتوقع أن مشروع صنين الضخم، البالغة تكلفته 1.2 مليار دولار أمريكي، سيجعل لبنان قادرا على استضافة هذه الألعاب.

### الموضة والفنون
هناك المئات من المعارض الفنيّة عبر العاصمة بيروت وضواحيها. يعتبر الكثير من اللبنانيين مهتمّا بالفن وإنتاجه، فهناك قرابة 5000 فنان ينتج الفنون الجميلة، وعدد مماثل لهم يعملون في مجال الموسيقى، التصميم، الهندسة، المسرح، الأفلام، التصوير، وغيرها من أشكال الفنون. يتخرّج كل سنة المئات من الطلاب في كليات الفنون التصويرية وتصميم الأشكال من مختلف الجامعات في المدينة، وأخذت ورشات العمل الفنية تزدهر وتنتشر في جميع أنحاء لبنان، وفي بيروت خصوصا، حيث أصبح المشهد الفني غنيّا ومتنوعا للغاية.
بالإضافة لهذا تنتشر معارض الأزياء والموضة بشكل كبير عبر أنحاء المدينة، وهناك دوما معارض ووكالات أزياء جديدة لمصممين عالميين تُفتتح وتعرض أعمالها عبر برامج أزياء مختلفة أبرزها قناة الموضة العربية الفضائية (بالإنجليزية: Fashion TV Arabia). ومن وكالات الأزياء المشهورة في بيروت: «جورجيوس ايجنسي» لصاحبها جورج كعدي، ستايل موديلينغ لصاحبها إيلي نحّاس، و«ناتاليز ايجنسي» لناتالي فضل الله. افتتح العديد من المصممين العالميين معارض لهم في بيروت مثل فيرساتشي وغوسي، كما ويعيش الكثير من هؤلاء المصممين بداخل المدينة وحولها مثل إيلي صعب، المصمم العالمي للأزياء النسائية. يشتهر الأخير بتصميمه لملابس لفنانات مشهورات مثل بيونسيه، جوينيث بالترو، وميشا بارتون، وهو يتبرّع سنويّا بشجرة ميلاد لتوضع في وسط بيروت التجاري. ومن المصممين المشاهير الذين يسكنون بيروت أيضا، زهير مراد، الذي صمم ملابس لفنانات مثل آنا أورتيز، وكريستينا أبلغيت، وهو يمتلك مشغلا ومعرضا خاصا به كذلك الأمر.

### السياحة
كانت السياحة في بيروت مزدهرة بشكل كبير إلى أن اندلعت الحرب الأهلية اللبنانية، حيث توقفت السياحة الترفيهية تماما، حتى وضعت الحرب أوزارها، فأعادت شركة سوليدير إعمار وسط المدينة المدمر الذي عاد وأصبح اليوم ينبض بالحياة كما كان سابقا، وبالتالي عادت سمعة المدينة كصلة وصل بين القارات الثلاثة، أوروبا وأفريقيا وآسيا، وكبوابة الشرق على الغرب. كان يُطلق على بيروت اسم «باريس الشرق» في أيام ازدهارها الأولى بعد الاستقلال، ولا يزال البعض يلقبها بهذا اللقب اليوم، ويعود ذلك إلى النمط العمراني، المعالم الأثرية، الأسواق، المطبخ البلدي، والحياة الليلية، التي بُشبهها البعض بتلك الموجودة في فرنسا، والتي من شأنها إبقاء السائح مهتما بالمدينة أثناء زيارته للبنان.

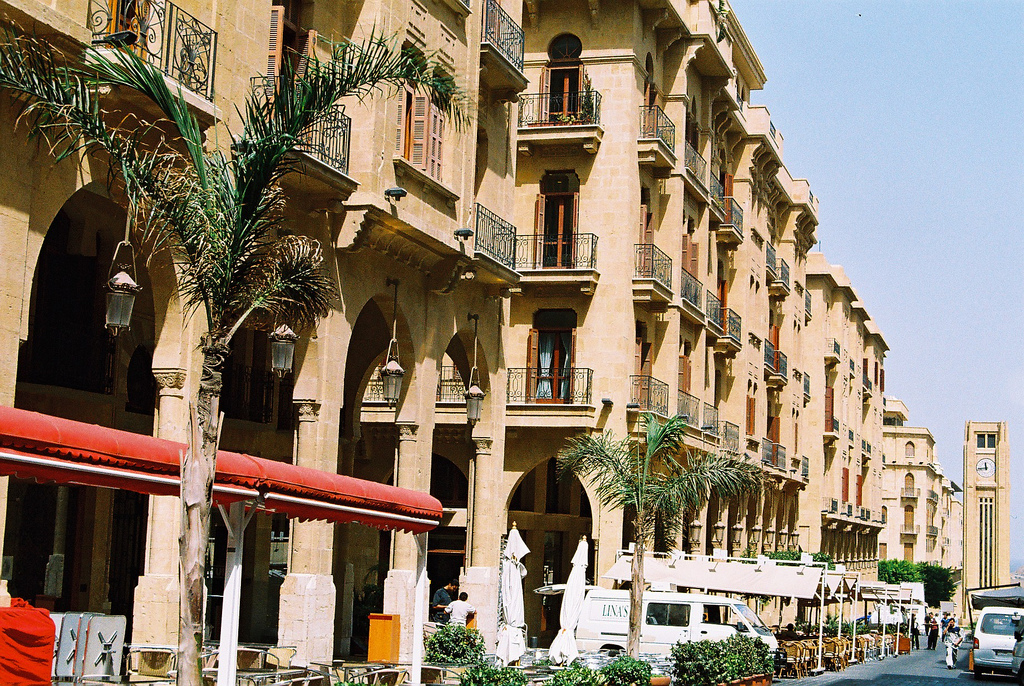
مقاهي جانبية في شارع المعرض بوسط بيروت التجاري.

ومن أهم فنادق بيروت: فندق ألبيرغو، فندق بيل فيو هوتيل، فندق السفير، فندق ومنتجع الموفمبيك، الانتركونتيننتال فينيسيا، فندق الكومودور، الهوليداي إنّ ديونز، الميتروبوليتان بالاس، وغيرها.
حصلت بيروت على المركز التاسع في قائمة أفضل المدن لمجلة السياحة والترفيه (بالإنجليزية: Travel and Leisure) لسنة 2006، حيث أتت في مرتبة متأخرة عن نيويورك ومتقدمة عن سان فرانسيسكو، إلا أن قائمة المدن هذه كان قد تمّ وضعها والتصويت عليها قبل العدوان الإسرائيلي على لبنان في نفس السنة. وبعد أن عادت الأمور لطبيعتها، عادت أعداد السياح لترتفع مجدداً بشكل ملحوظ. ومؤخرا قام دليل «لونلي بلانت» السياحي بتسمية بيروت المدينة الأكثر حيوية على سطح الأرض لسنة 2009، كما قامت النيويورك تايمز بمنح المدينة المركز الأول ضمن قائمة الأماكن الأربع والأربعين التي ينبغي زيارتها في سنة 2009. وقد زار لبنان في سنة 2009 حوالي 2.000.000 سائح عربي وأجنبي.

## أعلام بيروت

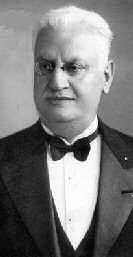
جورج أبيض.

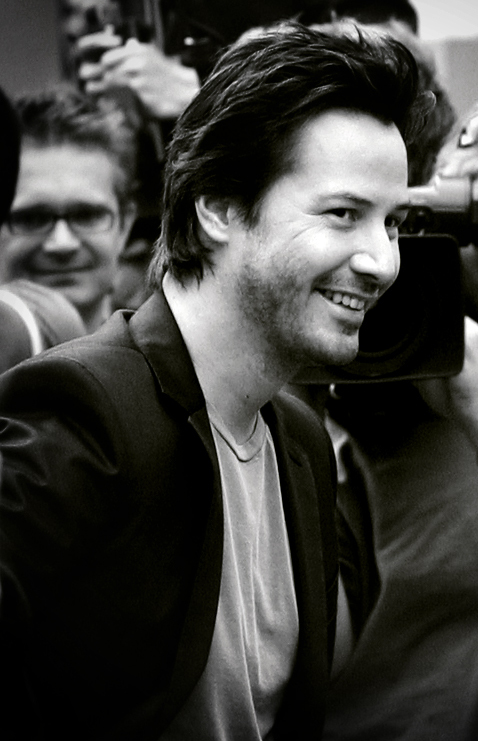
كيانو ريفز.

خرج من بيروت عدداً من المشاهير، ومنهم:
- إميليوس بابينيانوس، مشرّع روماني.
- عبد الرحمن الأوزاعي، علاّمة وفقيه وإمام كبير من أئمة المسلمين السنّة. أصوله من بعلبك، عاش أغلب حياته تقريبًا في بيروت وتوفي ودفن فيها. انتشر مذهبه الفقهي لفترة من الزمن في بلاد الشام قبل أن ينحسر لصالح المذهب الحنفي.
- عمر فرّوخ، أديب ومترجم.
- عبد الرحمن الحوت، عالم ومؤلف في مختلف العلوم الدينية الإسلامية. اشتغل طيلة حياته بالأعمال الاجتماعية، وكان نقيبًا للأشراف ورئيس جمعية المقاصد الخيرية الإسلامية لمرتين، وقام مقام مفتي المدينة لأربع سنوات (1905-1909). قام بعدّة مشاريع خيرية أبرزها ترميم غالبية جوامع ومساجد وزوايا بيروت، وأنشأ عدّة مدارس إسلامية.[164]
- جورج أبيض، من الروّاد الأوائل للمسرح العربي والمصري.
- منير البعلبكي، مؤلف معجمي وموسوعي، ومؤرخ، له عدّة مؤلفات معجمية وتاريخية.
- رباب كريدية [الإنجليزية]
، مخترعة فيزيائية.
- سليم الحص، رئيس وزراء لبنان سابقا.
- عبد الله العلايلي، لغوي أديب موسوعيٌ، وفقيه مجدد.
- جبران تويني، رئيس تحرير جريدة النهار، كان من أبرز المطالبين بخروج الجيش السوري من لبنان. قُتل بتاريخ 12 ديسمبر 2005، ووجه البعض أصابع الاتهام إلى النظام السوري ووجهها آخرون إلى جهاز الموساد الإسرائيلي.
- أحمد طبارة، إمام ورئيس تحرير عدّة صحف، كان من المطالبين بإعطاء العرب حكمًا لا مركزيًا ضمن الدولة العثمانية، ثم طالب بالاستقلال التام بعد رفض الاتحادين تلك المطالب. أعدم بتاريخ 6 مايو 1916.
- محمد فليفل، ملحن وموسيقار، لحّن عدّة أناشيد وطنية عربية، أبرزها النشيد الوطني السوري والعراقي والمصري واليمني. من أبرز أنشيده: «نحن الشباب» و«في سبيل المجد» و«موطني».[165]
- فؤاد شهاب، ثالث رئيس للجمهورية اللبنانية في عهد الاستقلال، يشتهر بإصلاحاته التي سارت بلبنان على درب الازدهار والرقي حتى عُرف باسم «سويسرا الشرق» في أيامه.
- رياض الصلح، أول رئيس وزراء في عهد الاستقلال، وأحد المناضلين ضد الانتداب الفرنسي. اغتيل في الأردن ووجهت أصابع الاتهام للحزب السوري القومي الاجتماعي..
- إبراهيم مرعشلي، ممثل لبناني شهير، أصوله من طرابلس، عاش أغلب حياته في بيروت وتوفي فيها. اشتهر بالأدوار الكوميدية.
- كيانو ريفز، ممثل كندي شهير، وبطل سلسلة أفلام "المصفوفة" (بالإنجليزية: The Matrix)، مولود في بيروت.[166]
- حسن خالد، إمام ومفتي الجمهورية سابقا. أحد المطالبين بانسحاب الجيش السوري من لبنان حفاظًا على الوحدة الوطنية لأبناء البلد، وعلى العلاقة المميزة بين لبنان وسوريا. اغتيل سنة 1989، ووجهت أصابع الاتهام للنظام السوري.
- رفيق الحريري، رئيس وزراء لبنان لدورتين متتاليتين، وأحد أبرز رجال الأعمال العرب ومن أشهر ساسة لبنان في فترة ما بعد الحرب الأهلية ومؤسس تيار المستقبل. يرجع بأصله إلى مدينة صيدا، لكنه عاش أغلب حياته في بيروت، وفيها اغتيل سنة 2005.
- هنري لامنس، مؤرخ بلجيكي عمل في بيروت وتوفي فيها.

## مدن شقيقة
المدن الشقيقة لبيروت هي:
| - الرياض - أثينا - البيضاء - بيونس آيرس - دبي - برست - ستراسبورغ - ليون - مارسيليا - يريفان | - كراتشي - فلورنسا - مدينة مكسيكو - ساو باولو - دمشق - موسكو - كيبيك - بغداد - عمان - نيقوسيا | - لوس أنجلوس - إسطنبول - القاهرة - الإسكندرية - سبليت - زغرب - بوغوتا - أصفهان - مدينة الكويت |